# Biserica reformată din Păsăreni

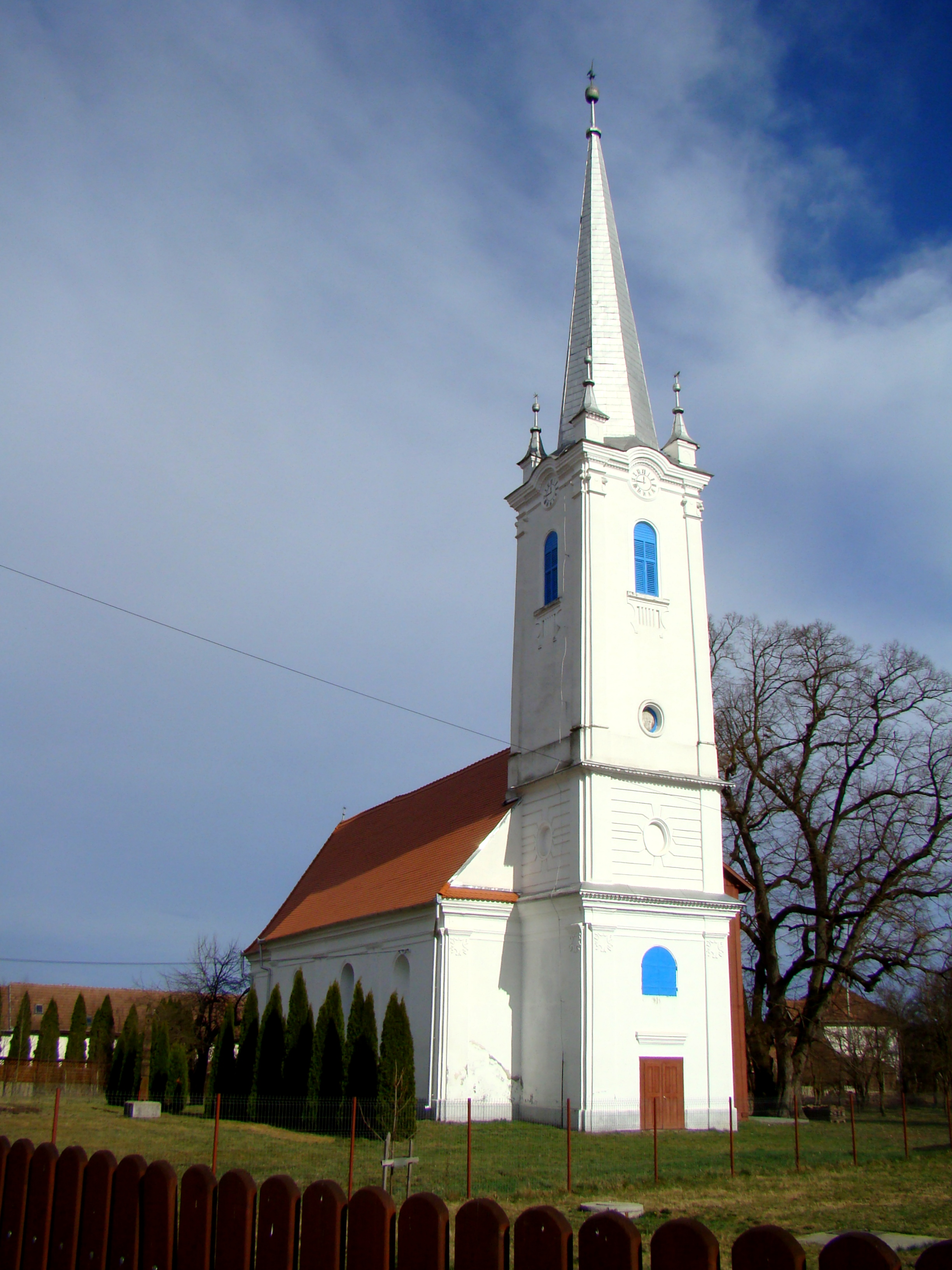
Biserica reformată din Păsăreni (martie 2022)

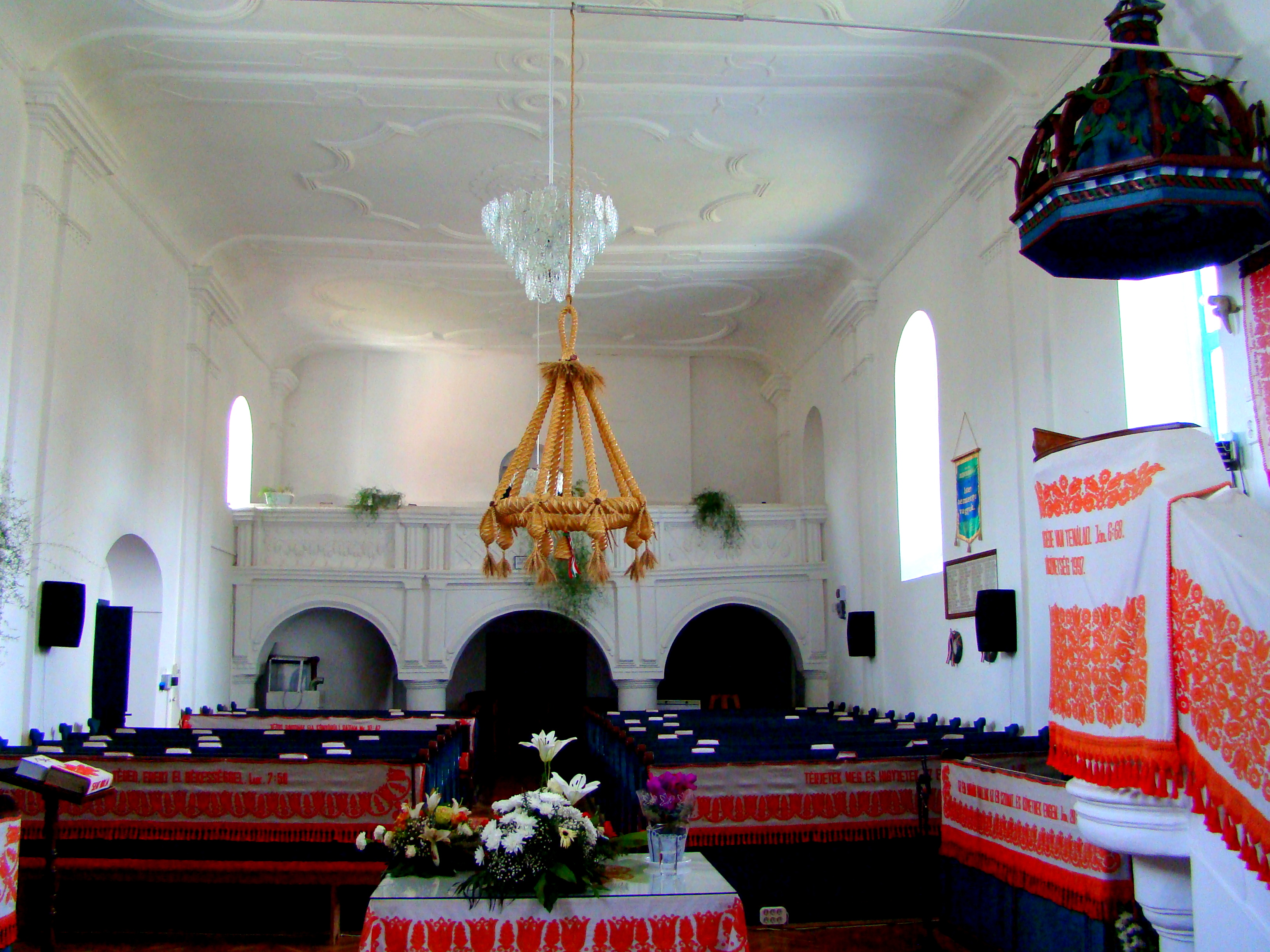
Nava spre empora de vest

Biserica reformată din Păsăreni este un lăcaș de cult aflat pe teritoriul satului Păsăreni, comuna Păsăreni. Este un monument de arhitectură ecleziastică reprezentativ pentru bisericile maghiare de pe Valea Nirajului. Se remarcă prin mărime și patrimoniul mobil valoros.

## Localitatea
Păsăreni, mai demult Bacicamădăraș, (în maghiară Backamadaras) este satul de reședință al comunei cu același nume din județul Mureș, Transilvania, România. Satul Păsăreni este atestat documentar în anul 1392, cu denumirea Bachka Madaras.

## Biserica
Credincioșii catolici din perioada medievală aparțineau bisericii parohiale din Murgești. În timpul Reformei, toți au devenit reformați. Biserica veche a fost reconstruită între anii 1818 și 1825. Balázs Orbán în descrierea sa menționează că are două clopote din secolul al XVII-lea. Clopotul mare poartă inscripția: „Gloria in excelsis, pax bonae voluntatis hominibus in terris. Anno 1693”. Clopotul mai mic este din 1671.
În curtea bisericii a fost amplasat în anul 2012 bustul lui Gergely Kis, născut în Mădăraș (Păsăreni), întemeietorul Colegiului reformat din Odorheiu Secuiesc. Bustul a fost inaugurat în prezența Episcopului Béla Kató, în a doua zi de Rusalii.
În patrimoniul bisericii se află o Biblie tipărită la Oradea în anul 1660.
Orga, o adevărată operă de artă, este realizarea constructorului Ignácz Takátsy, din Târgu Mureș, în anul 1864.

## Vezi și
- Păsăreni, Mureș

## Imagini din exterior

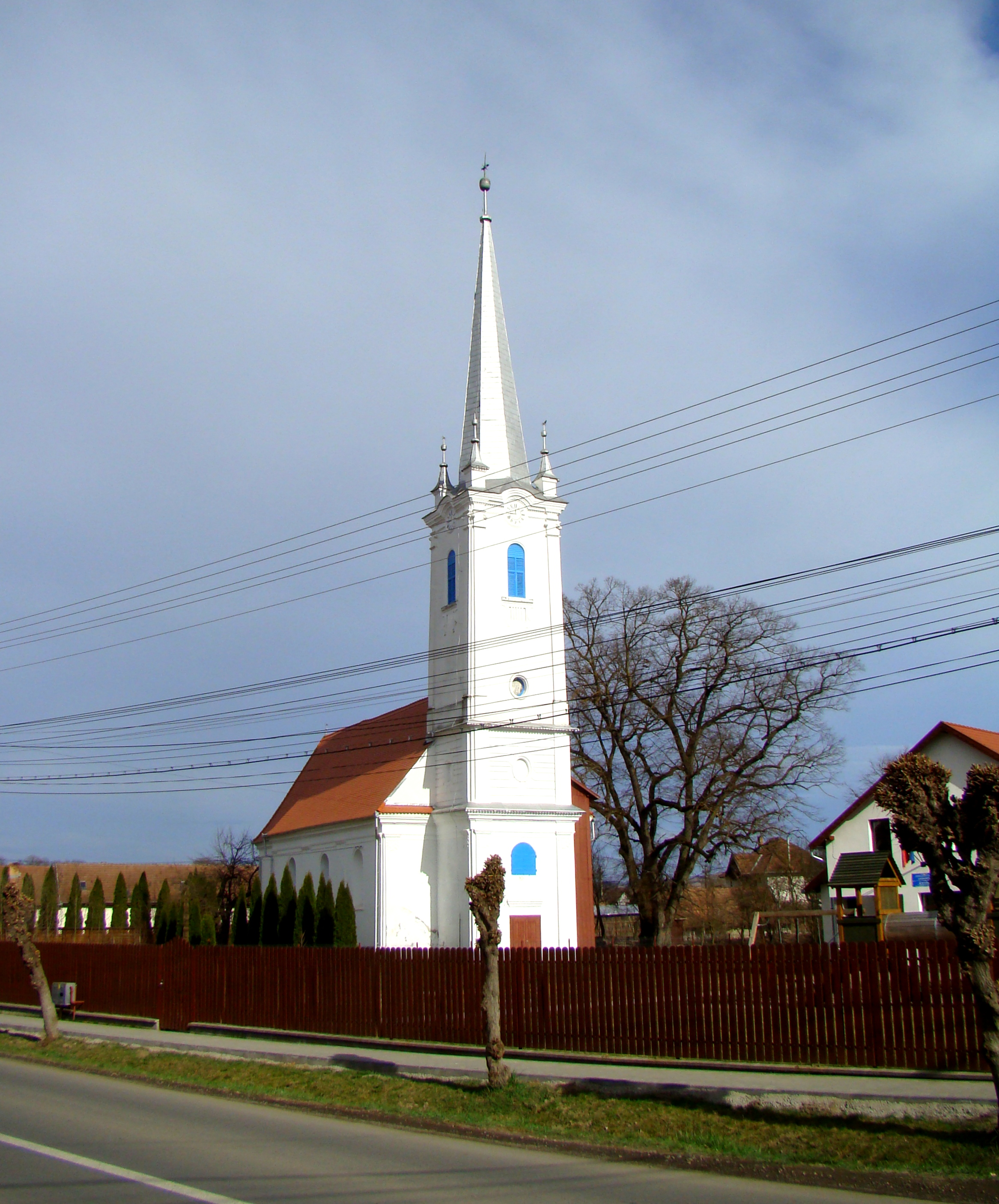
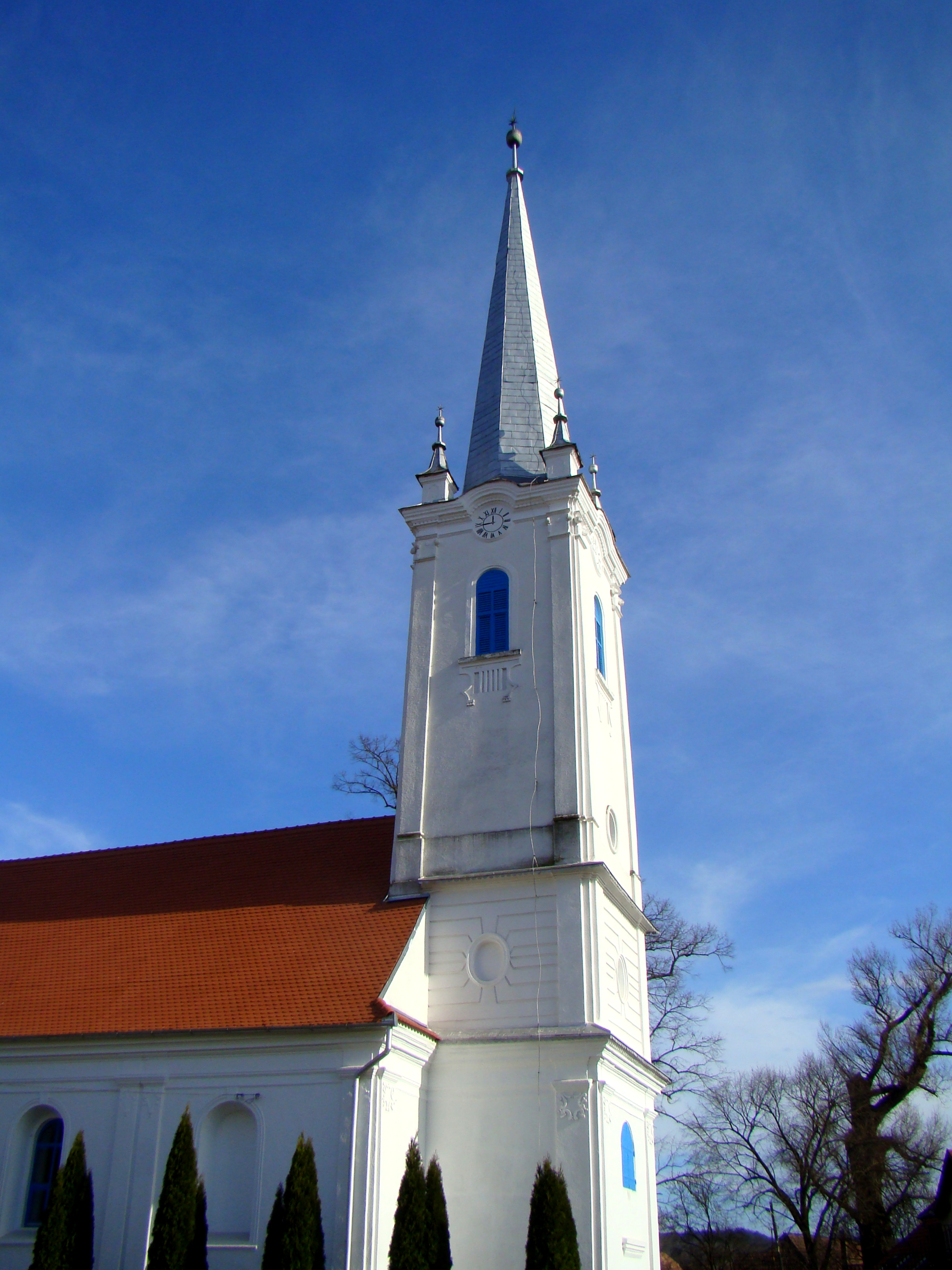
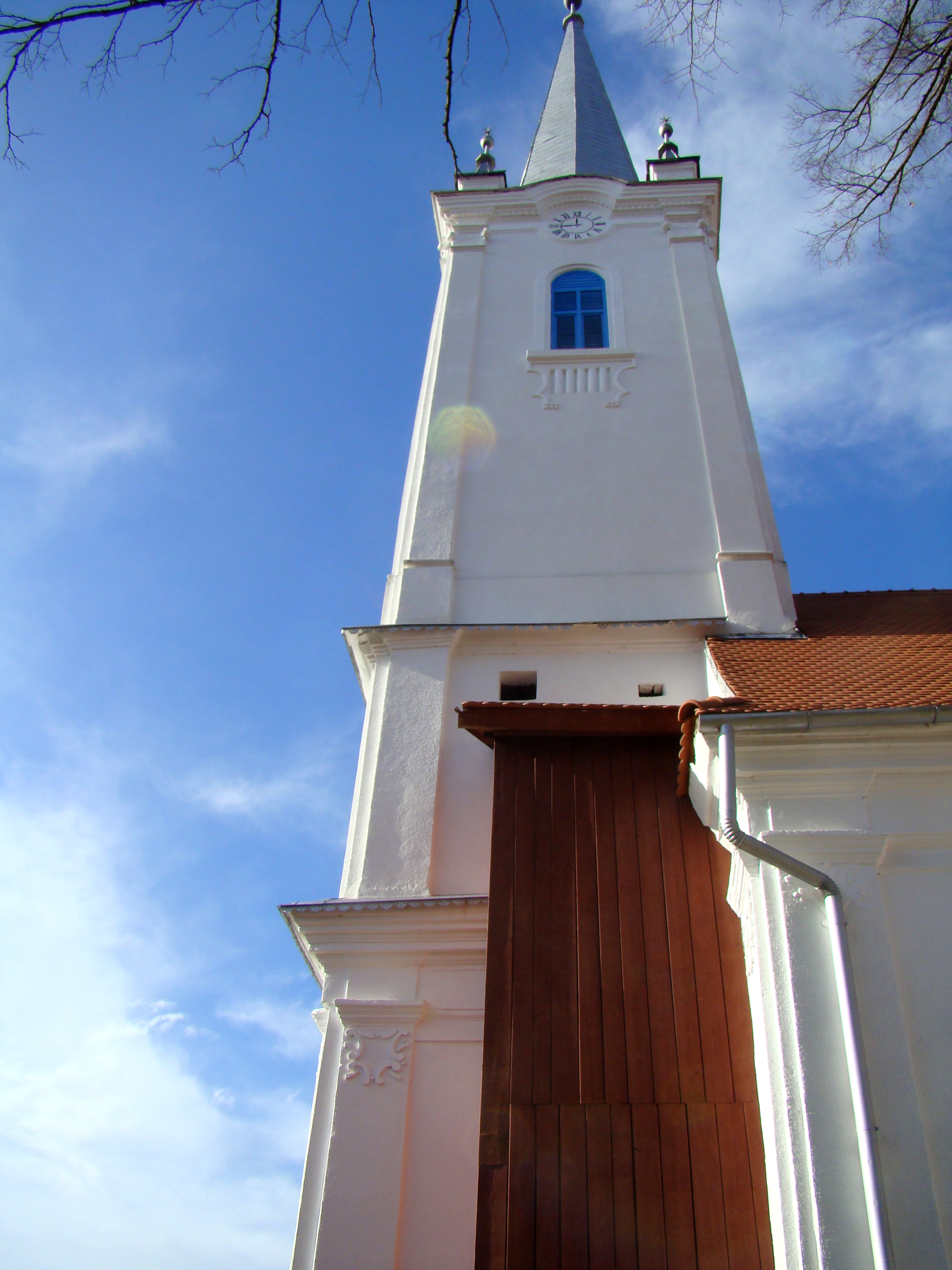
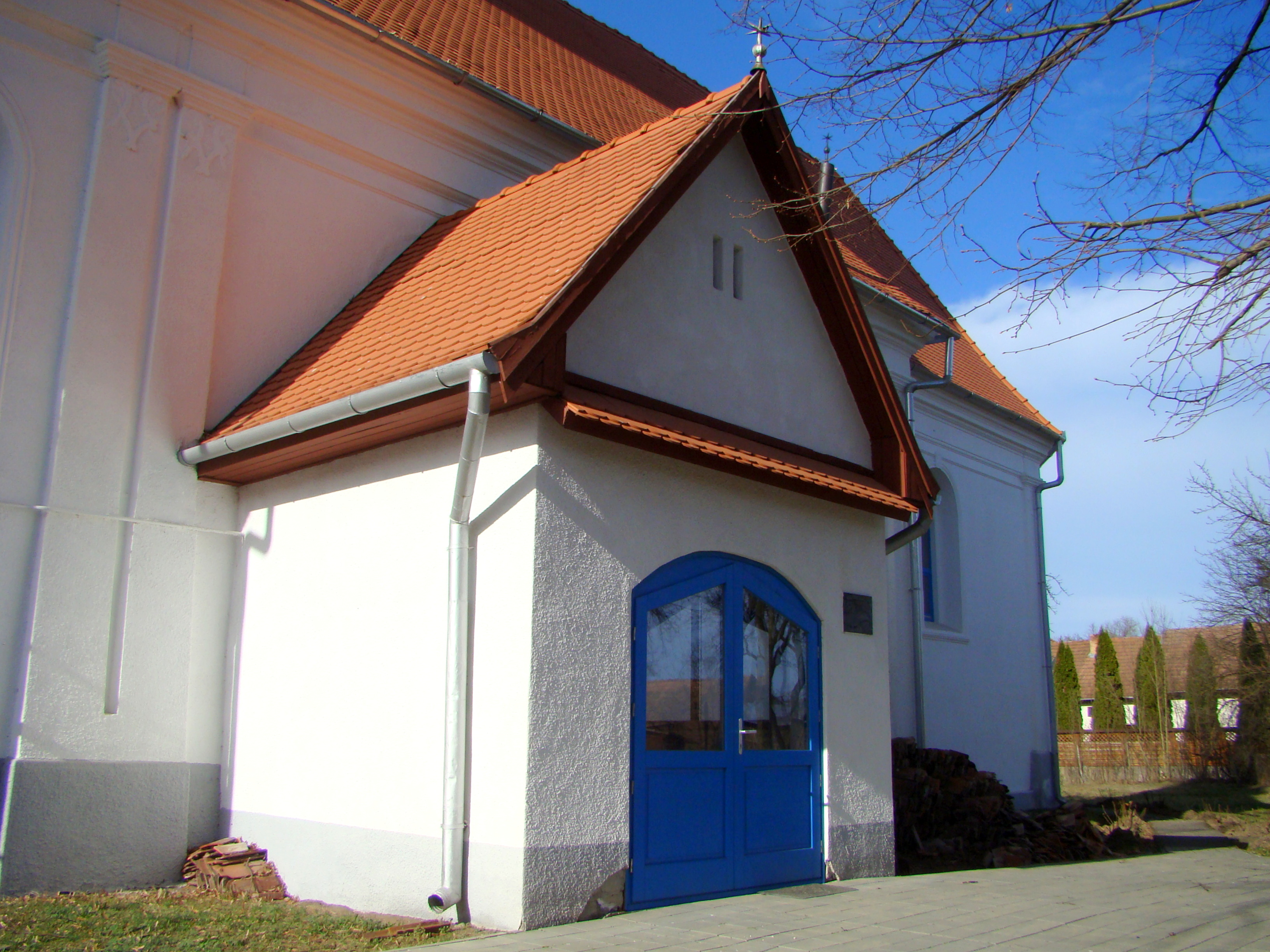
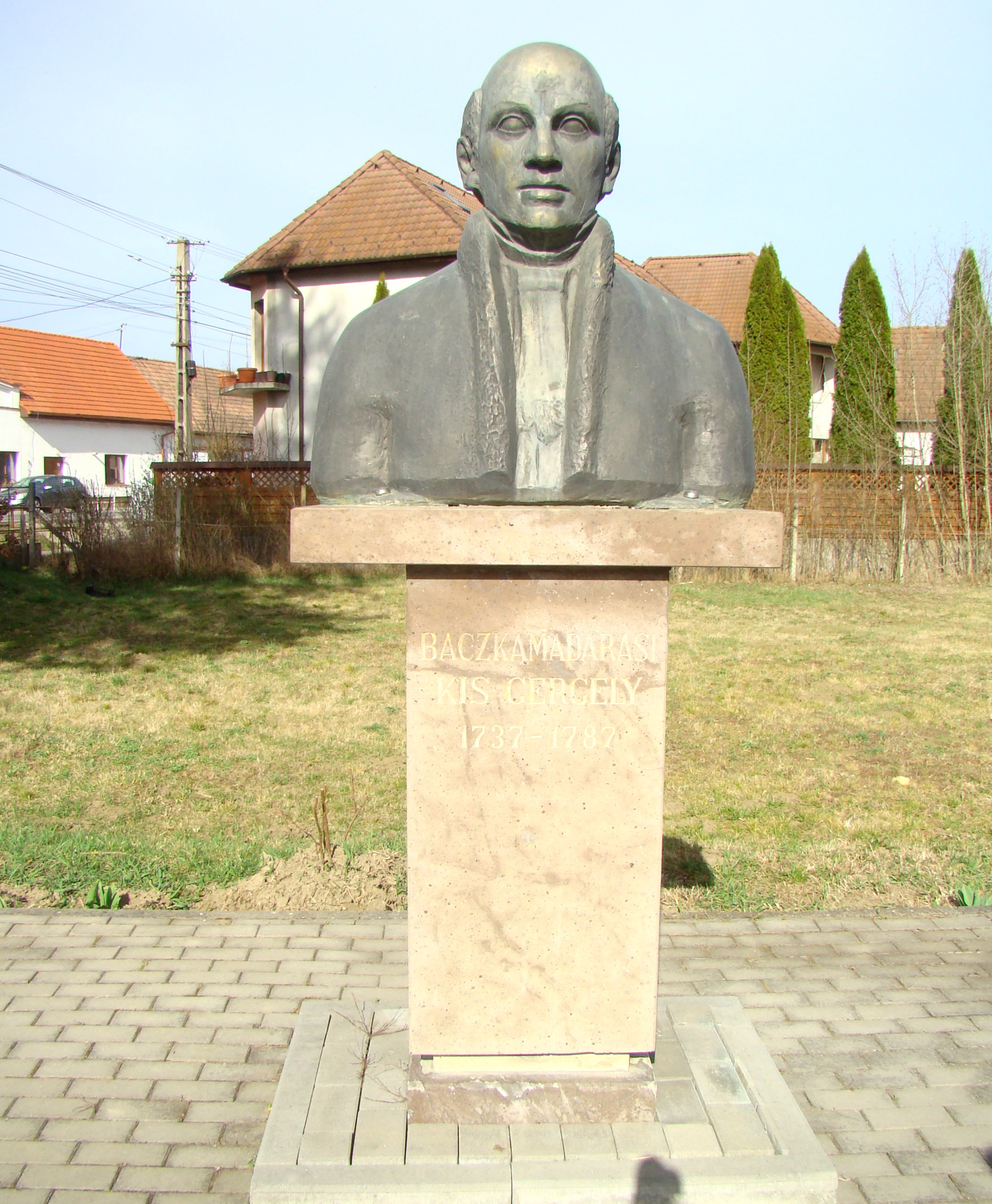
Bustul lui Kis Gergely
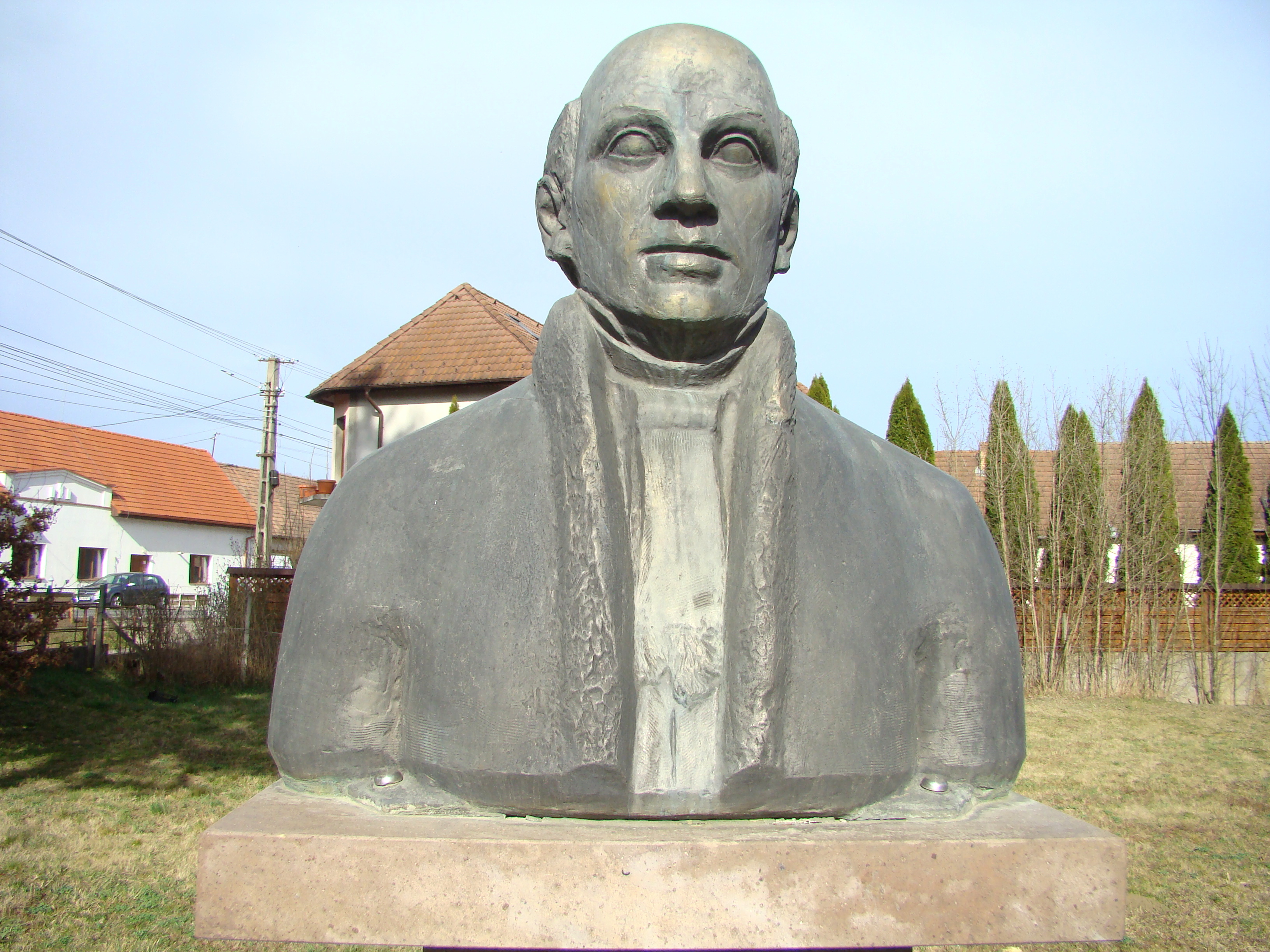
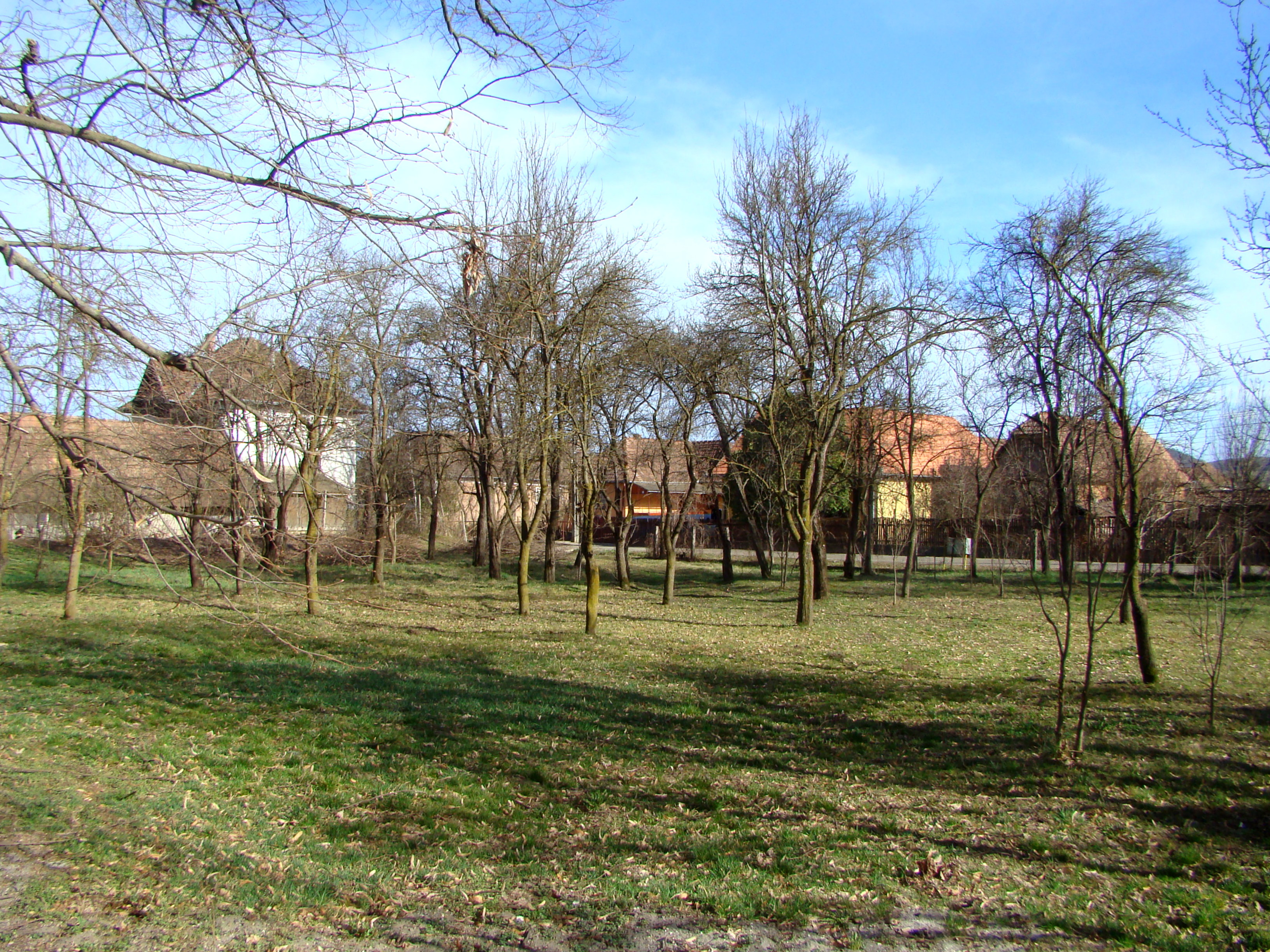
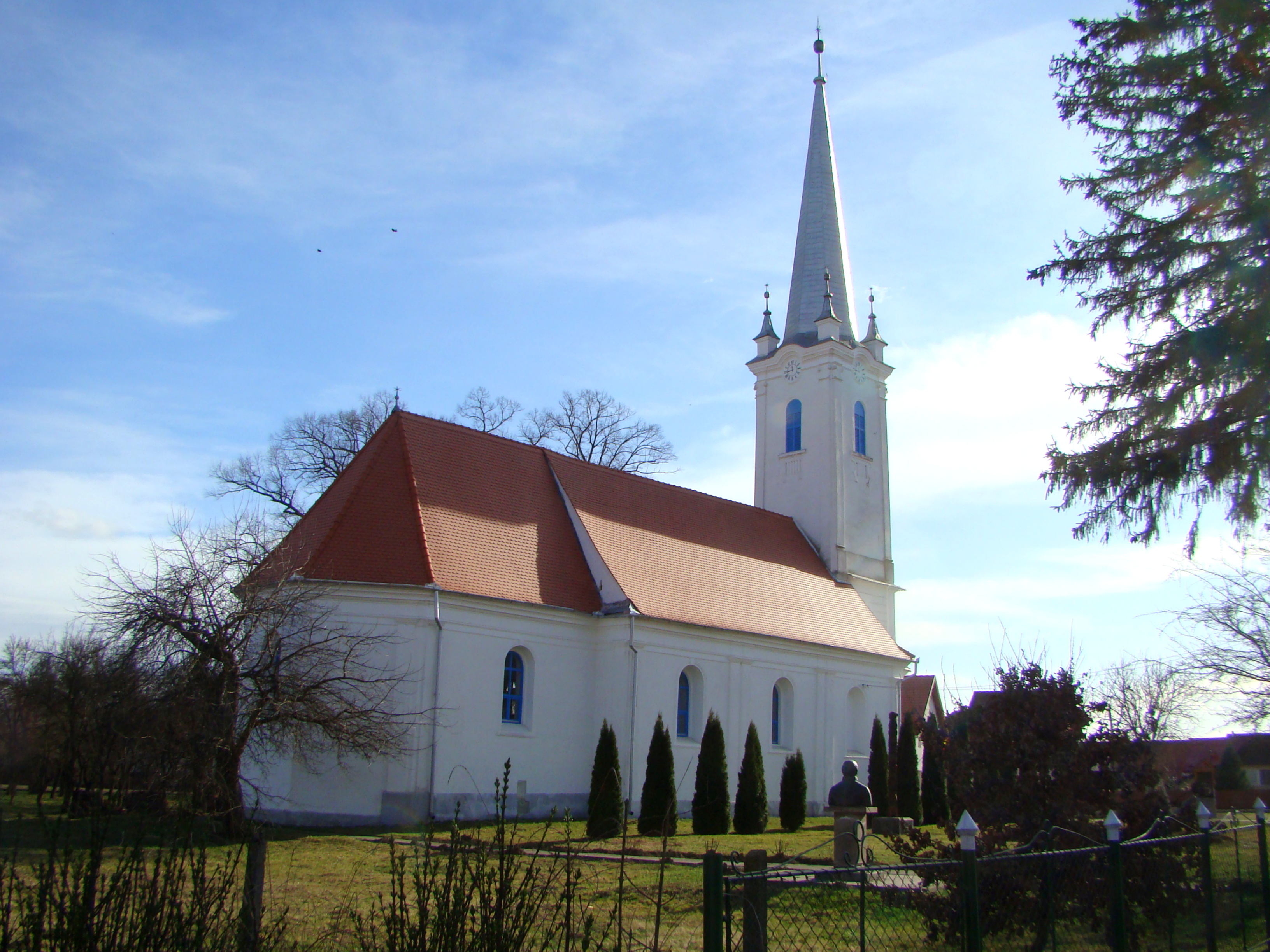
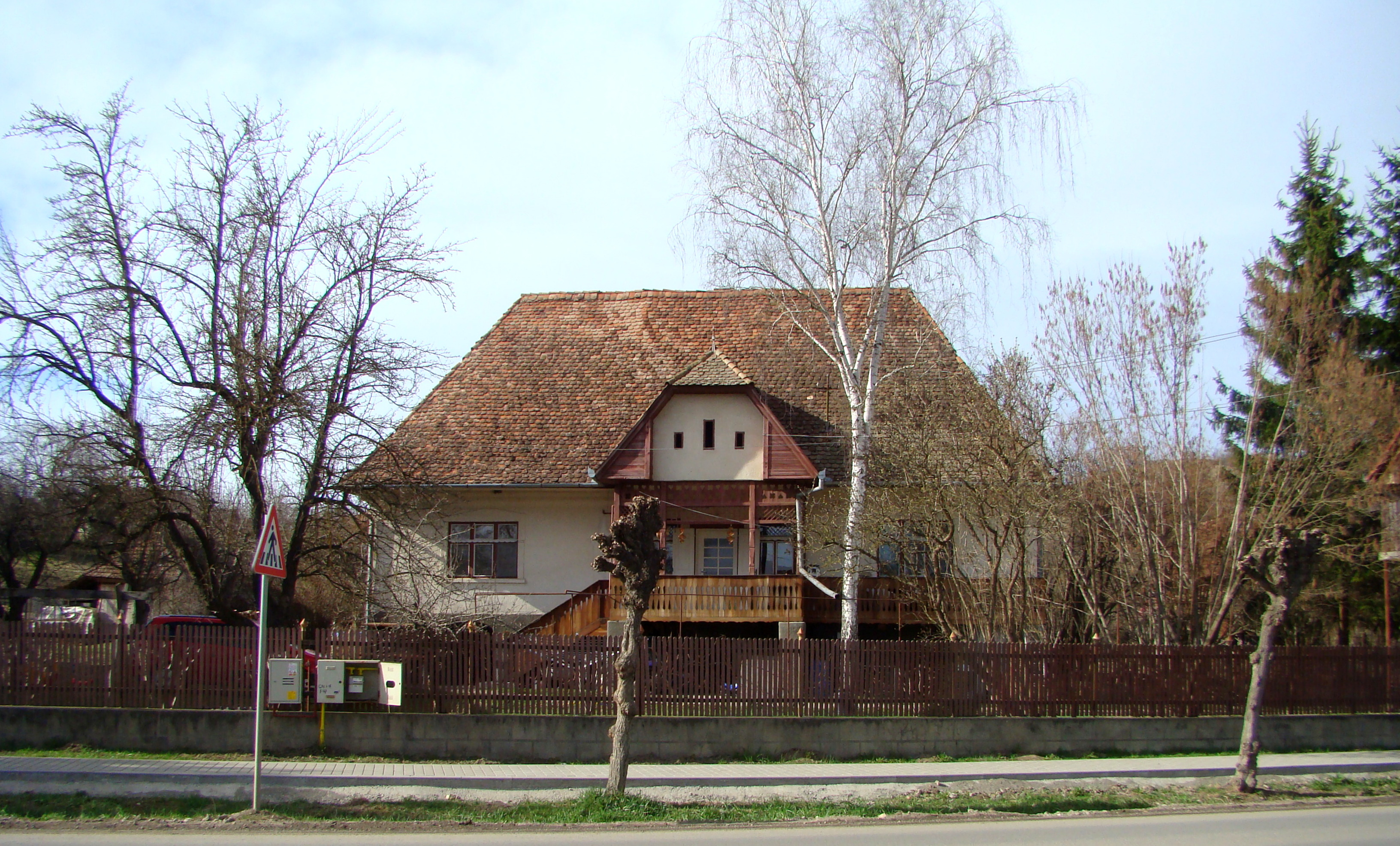
Casa parohială veche
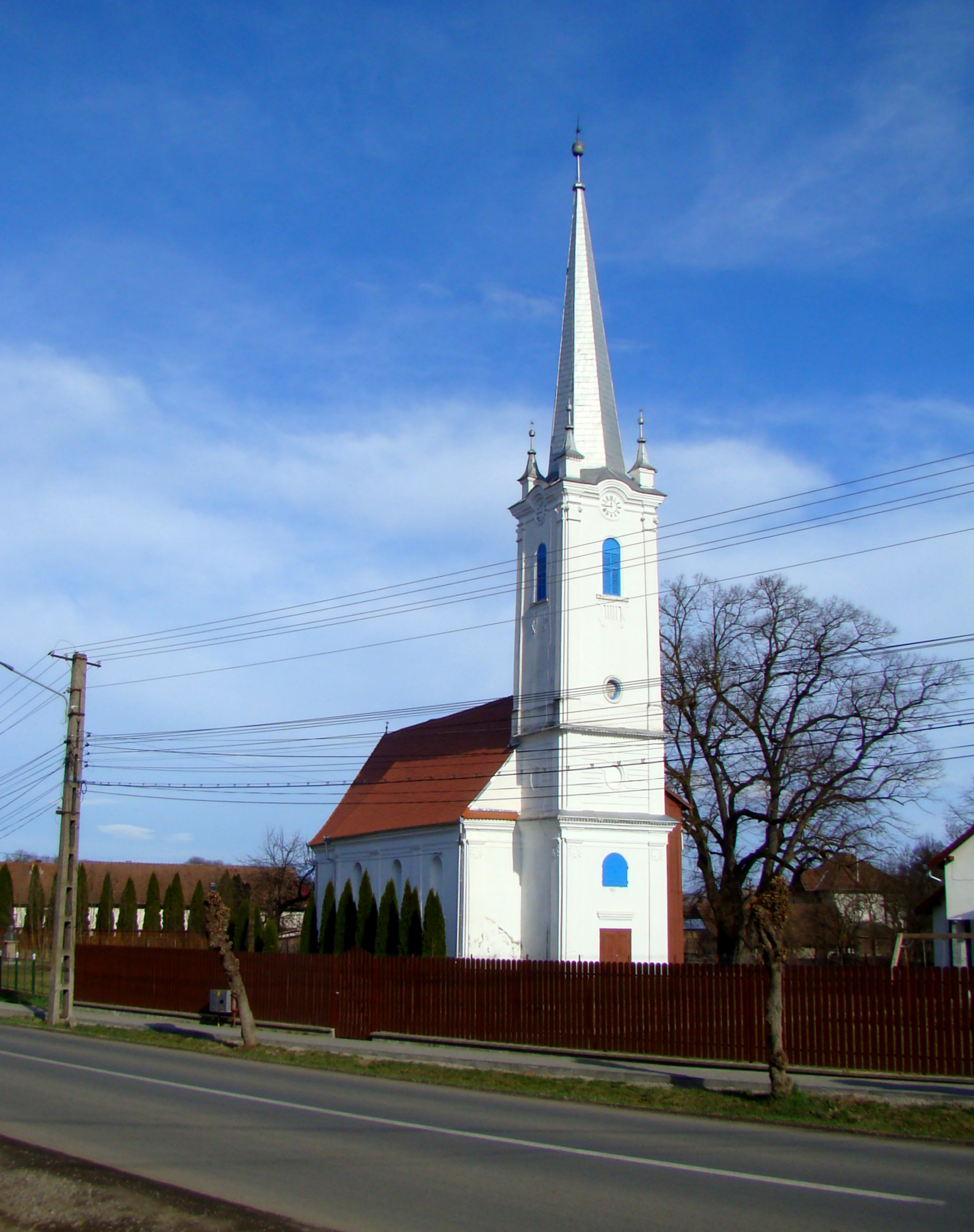

## Imagini din interior

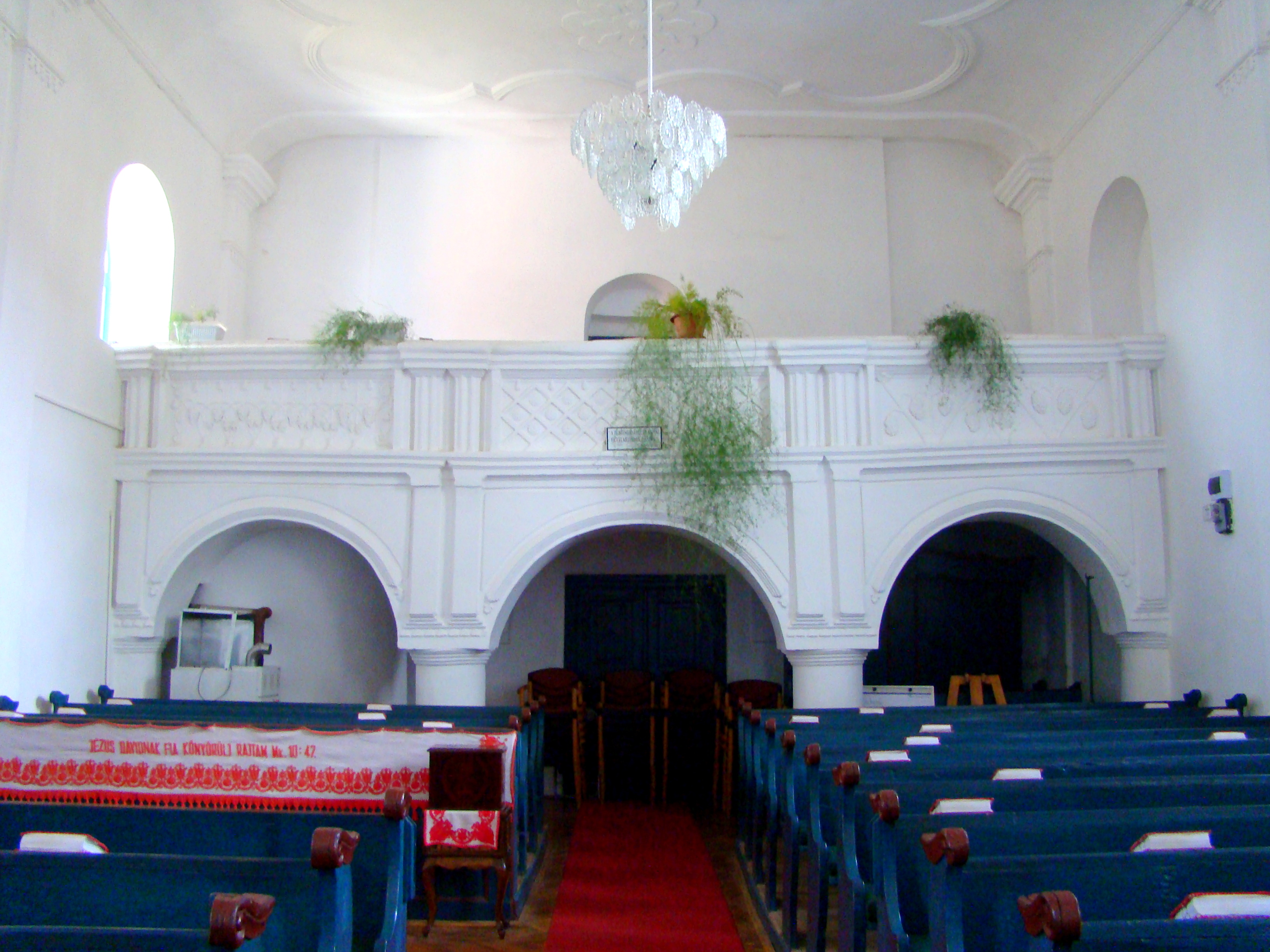
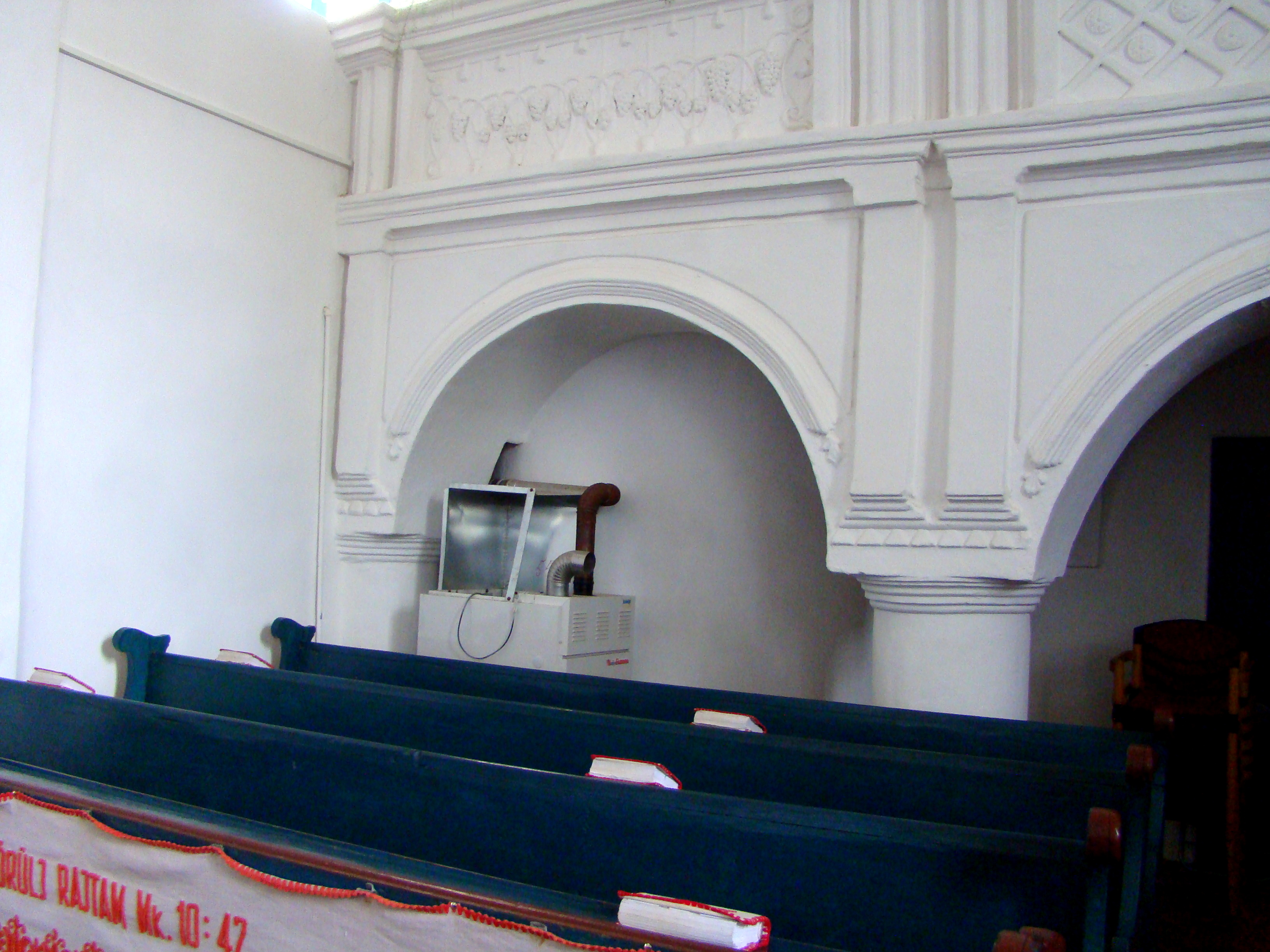
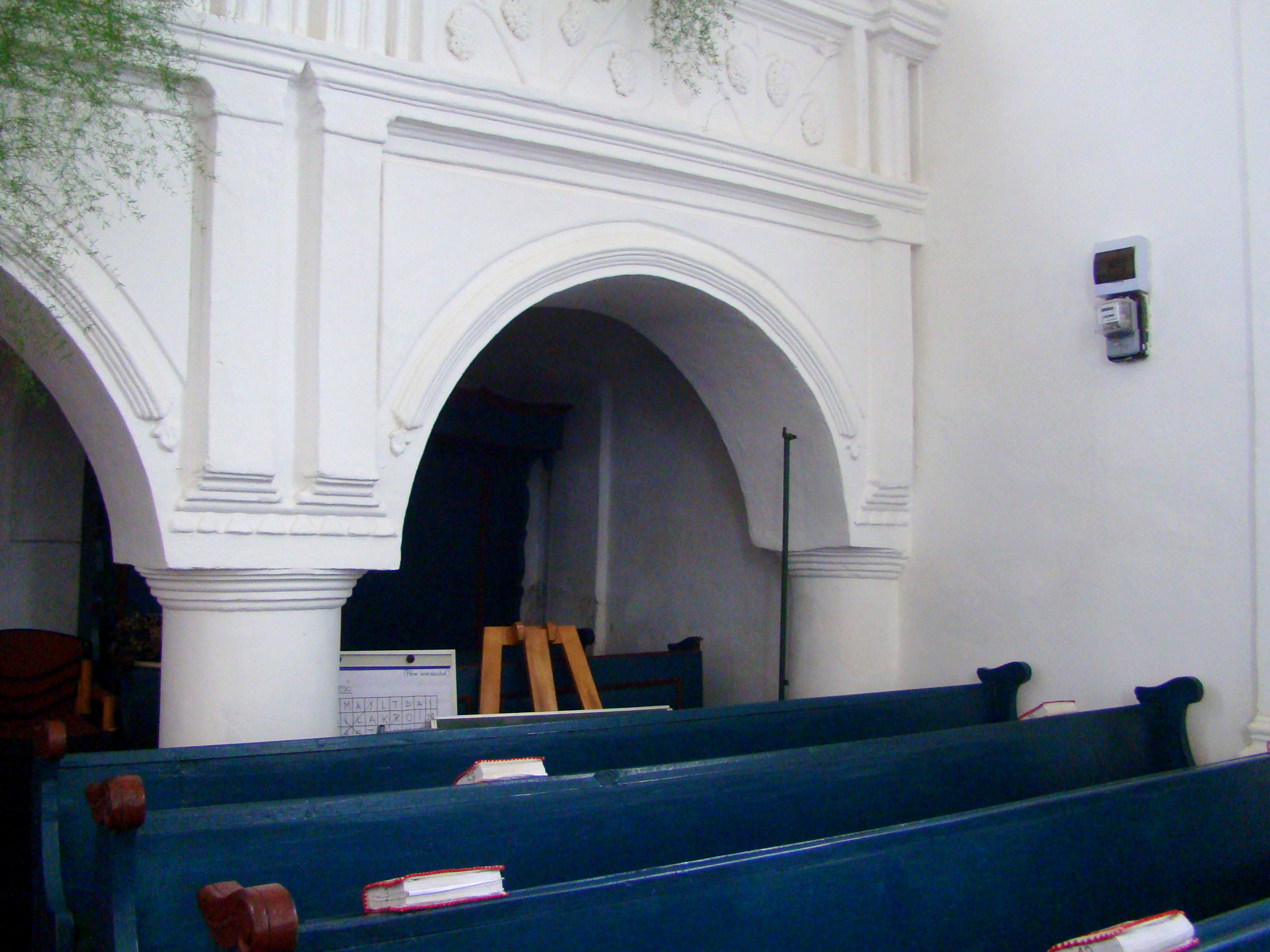
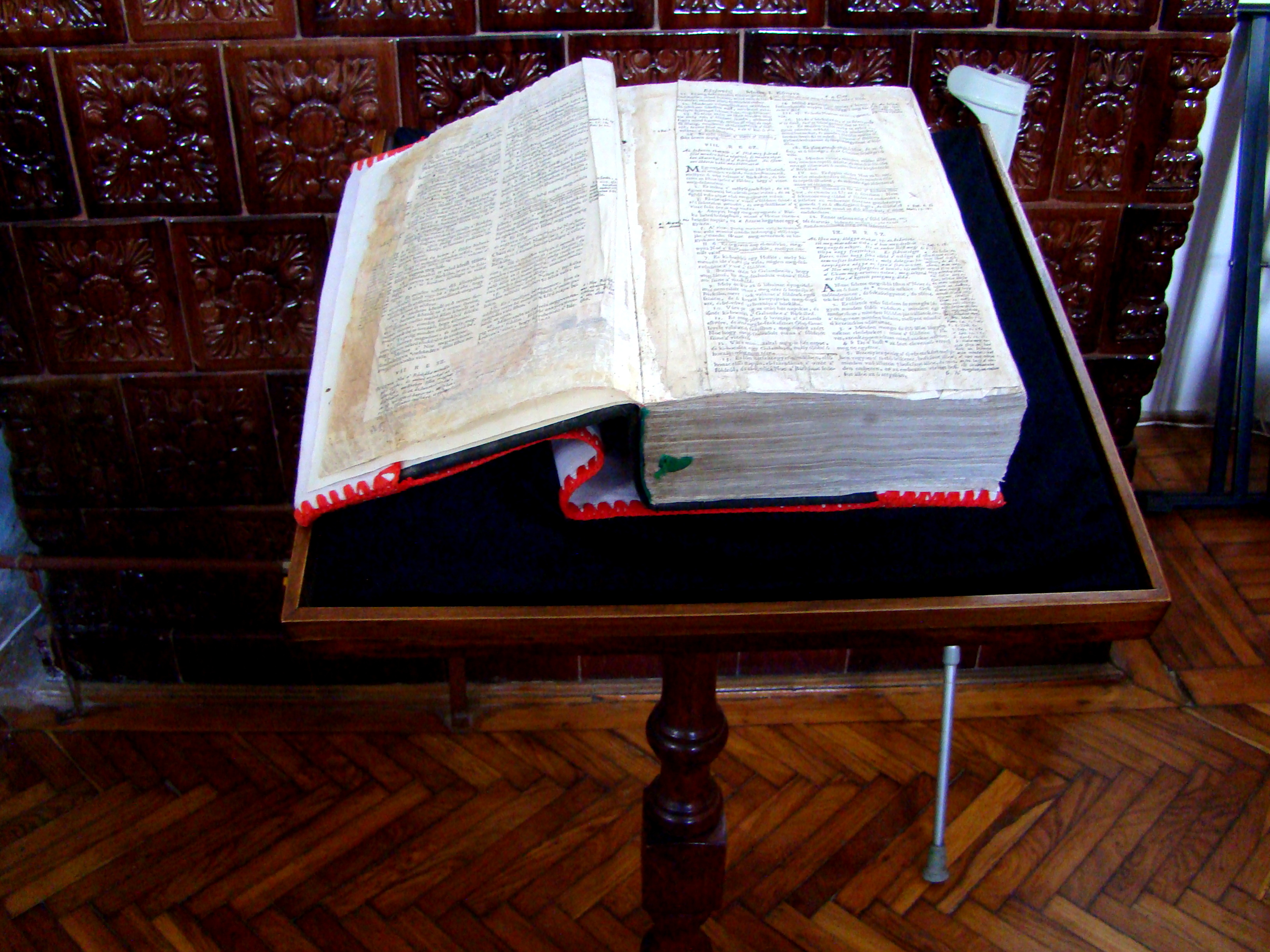
Biblia de la 1660
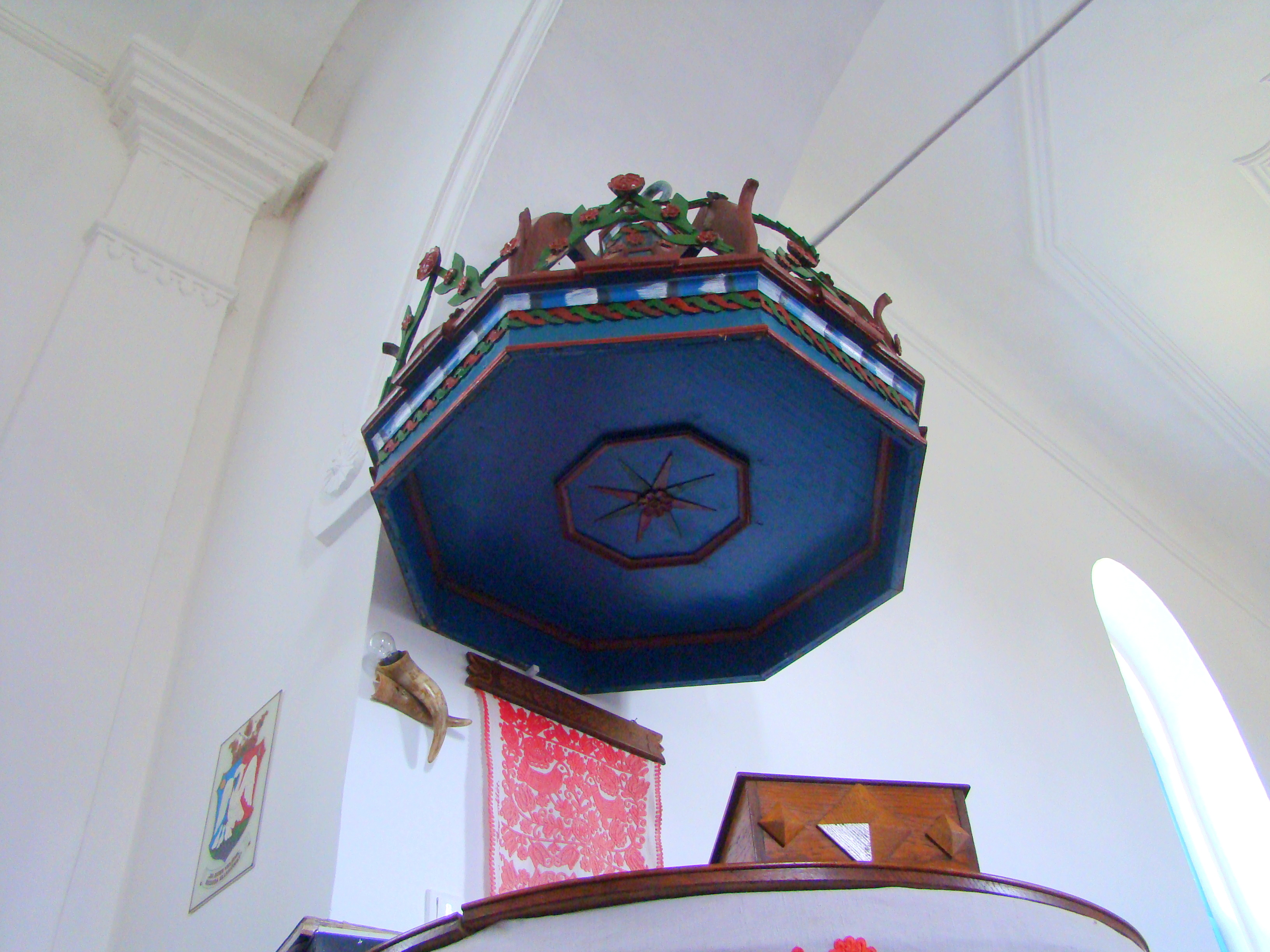
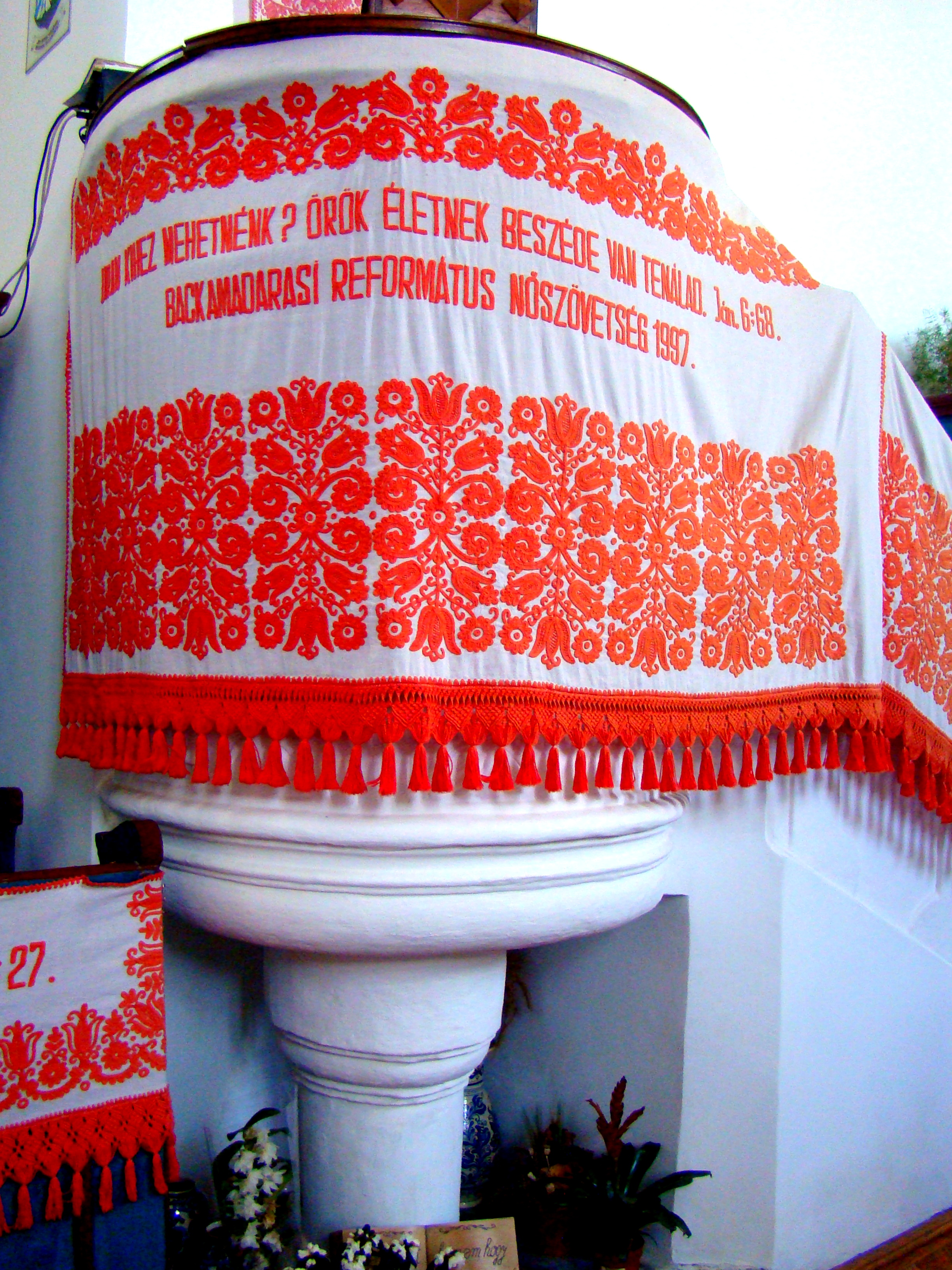
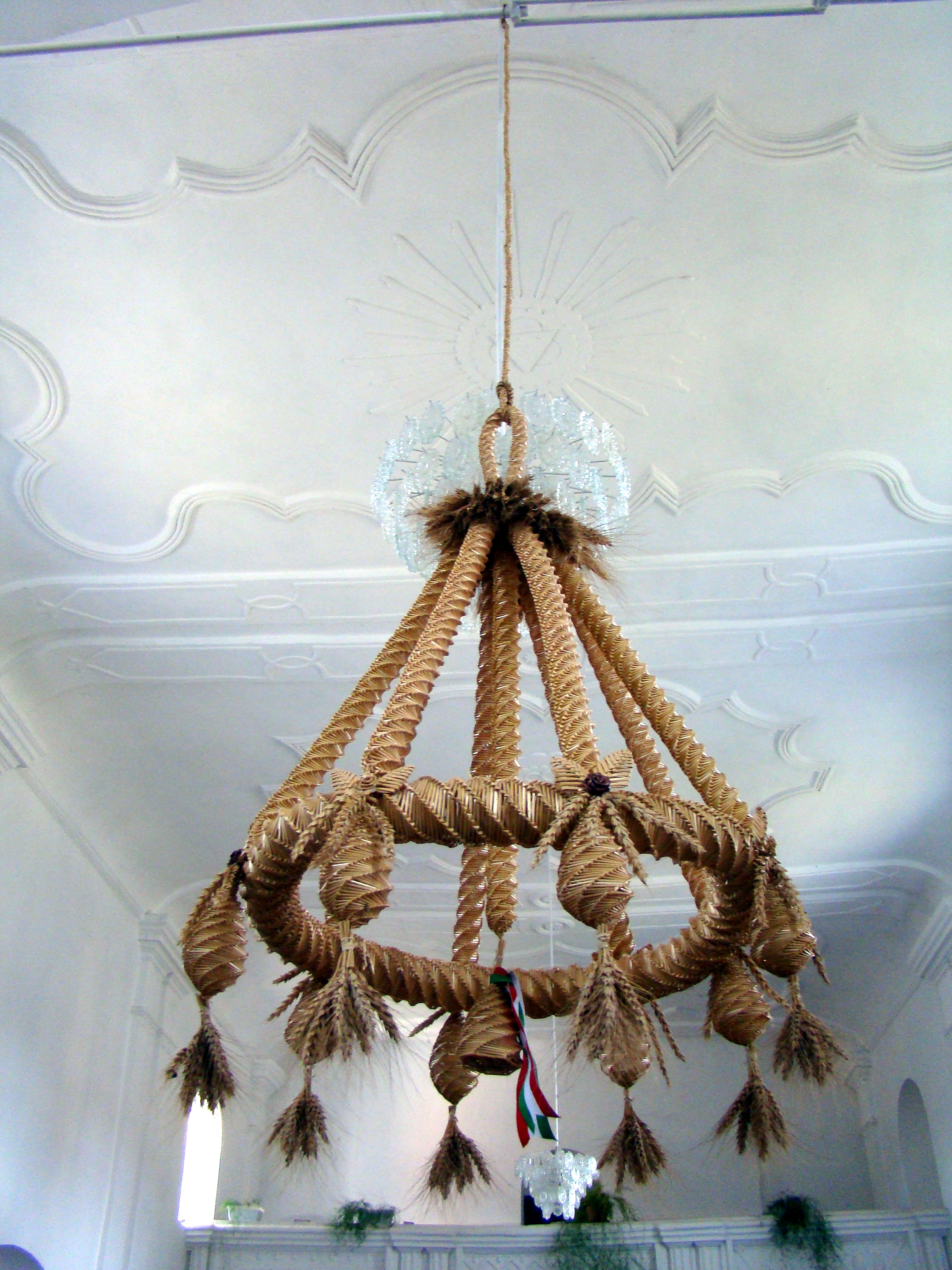
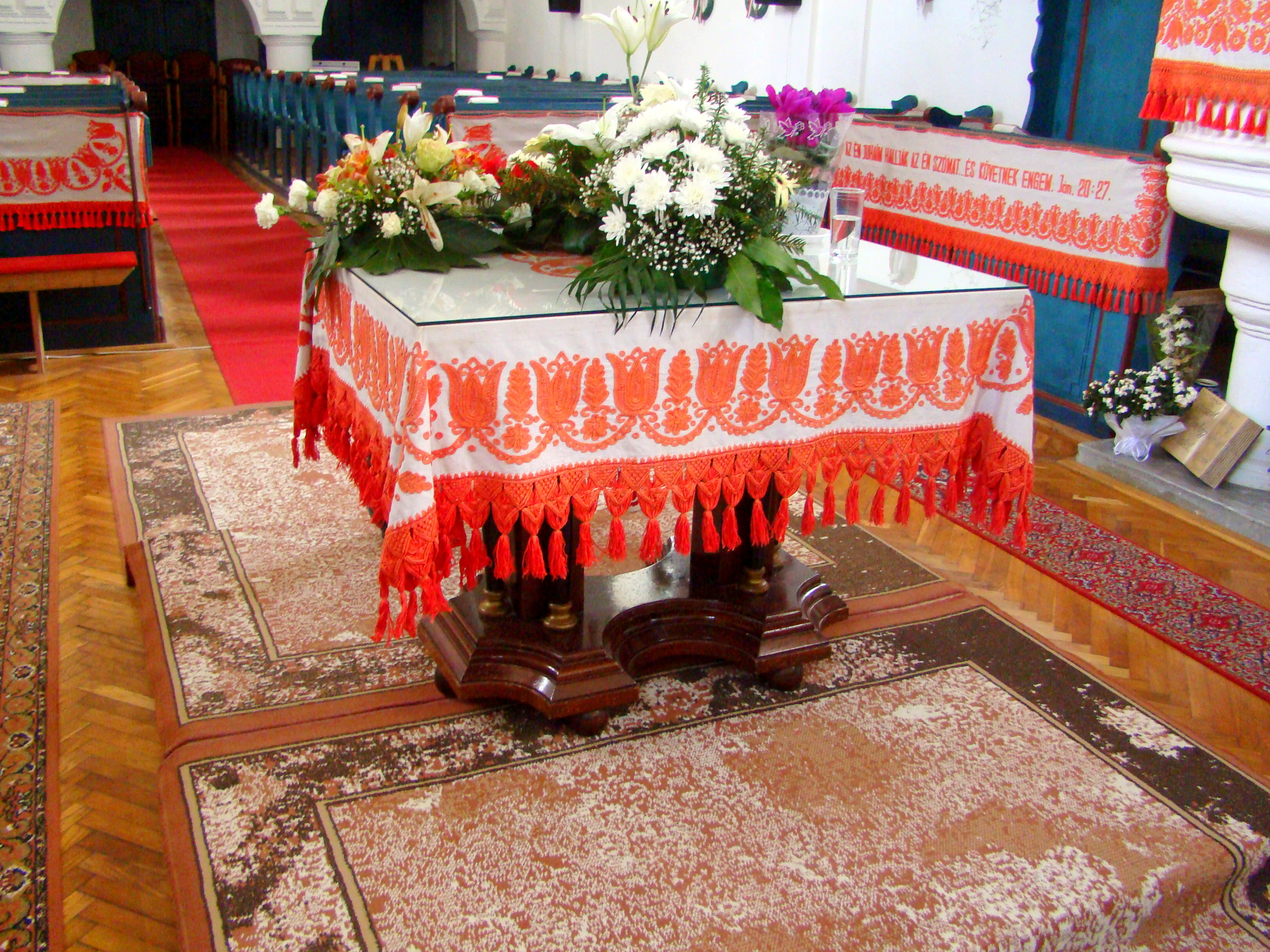
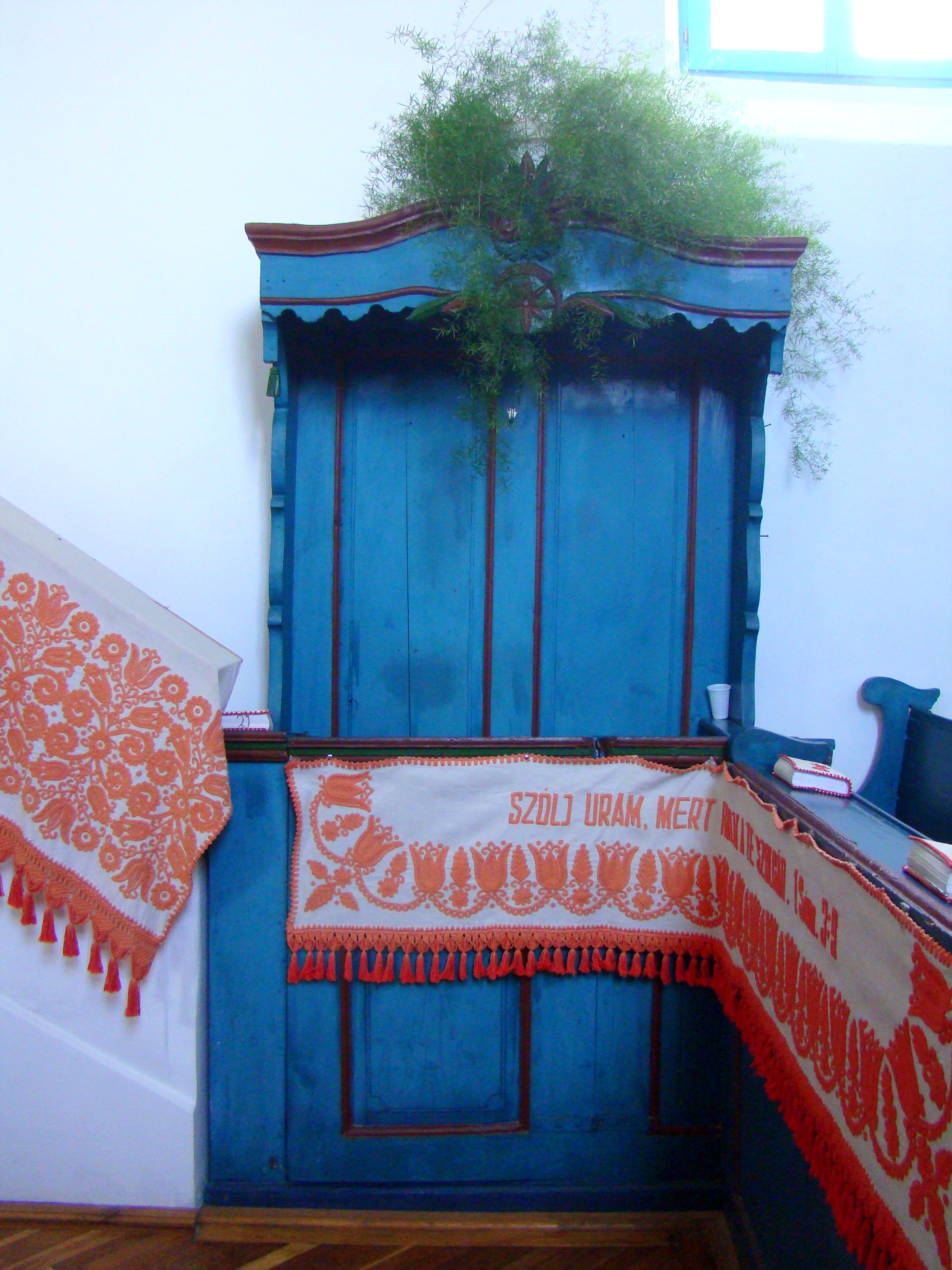
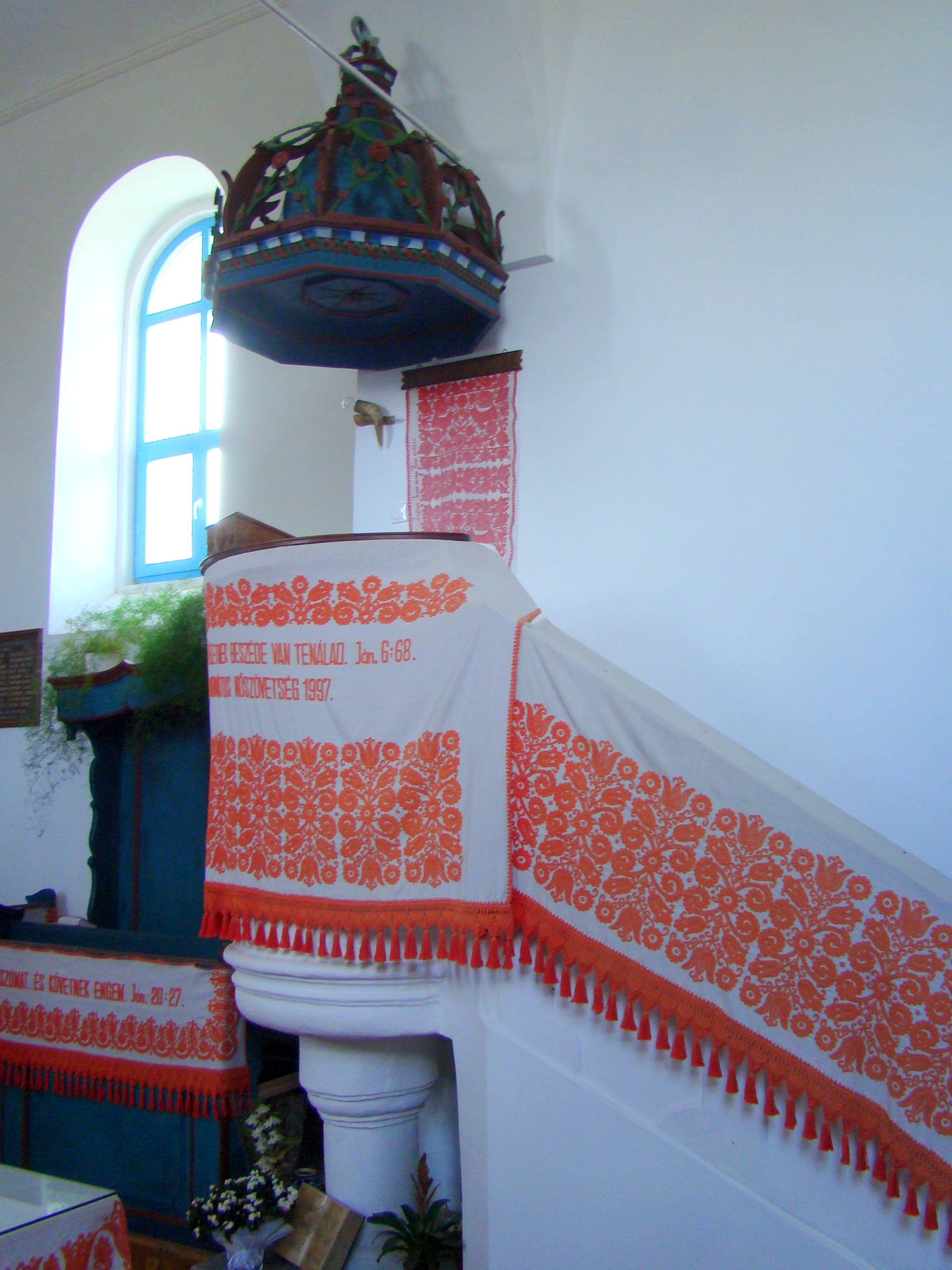
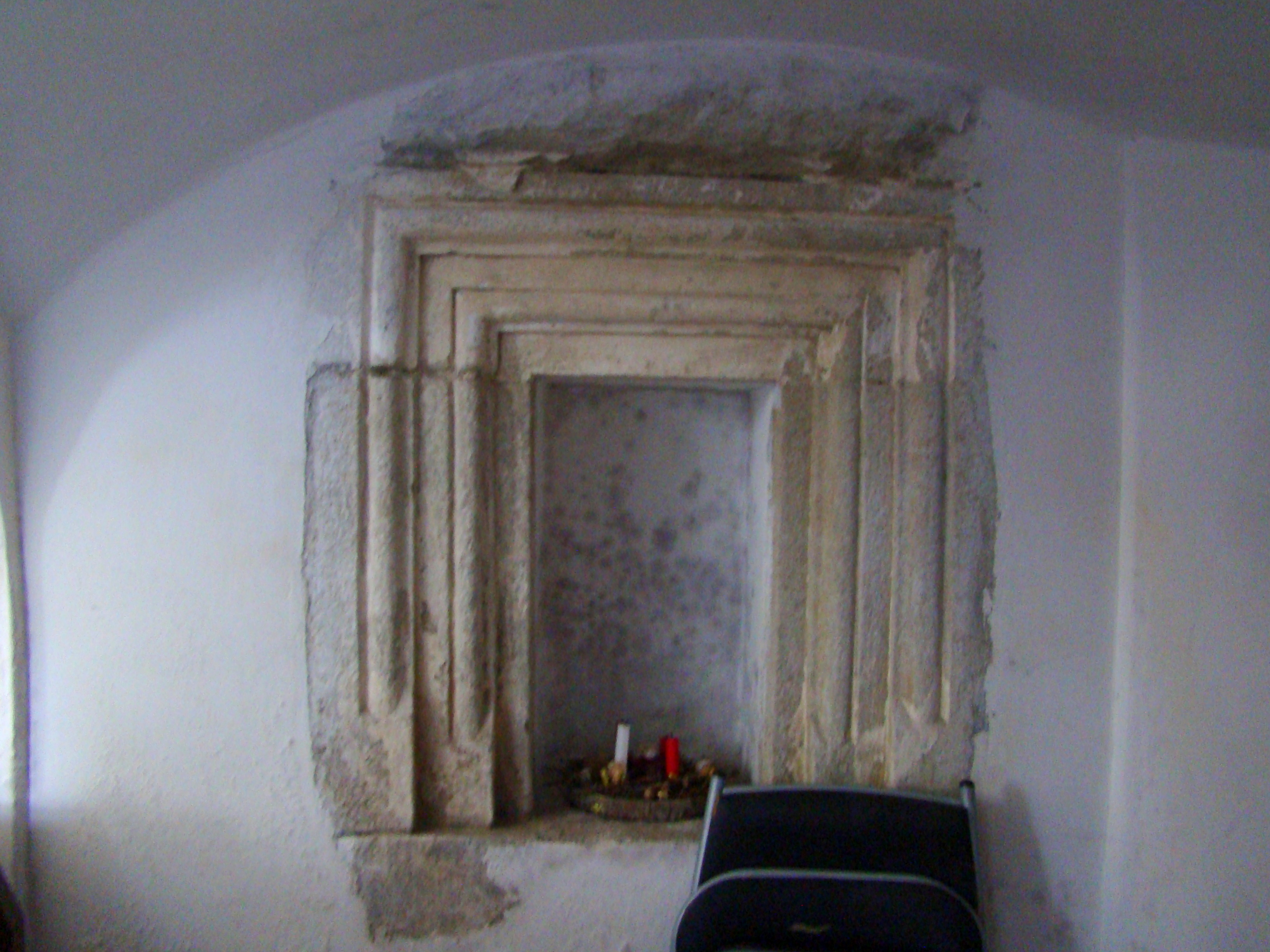
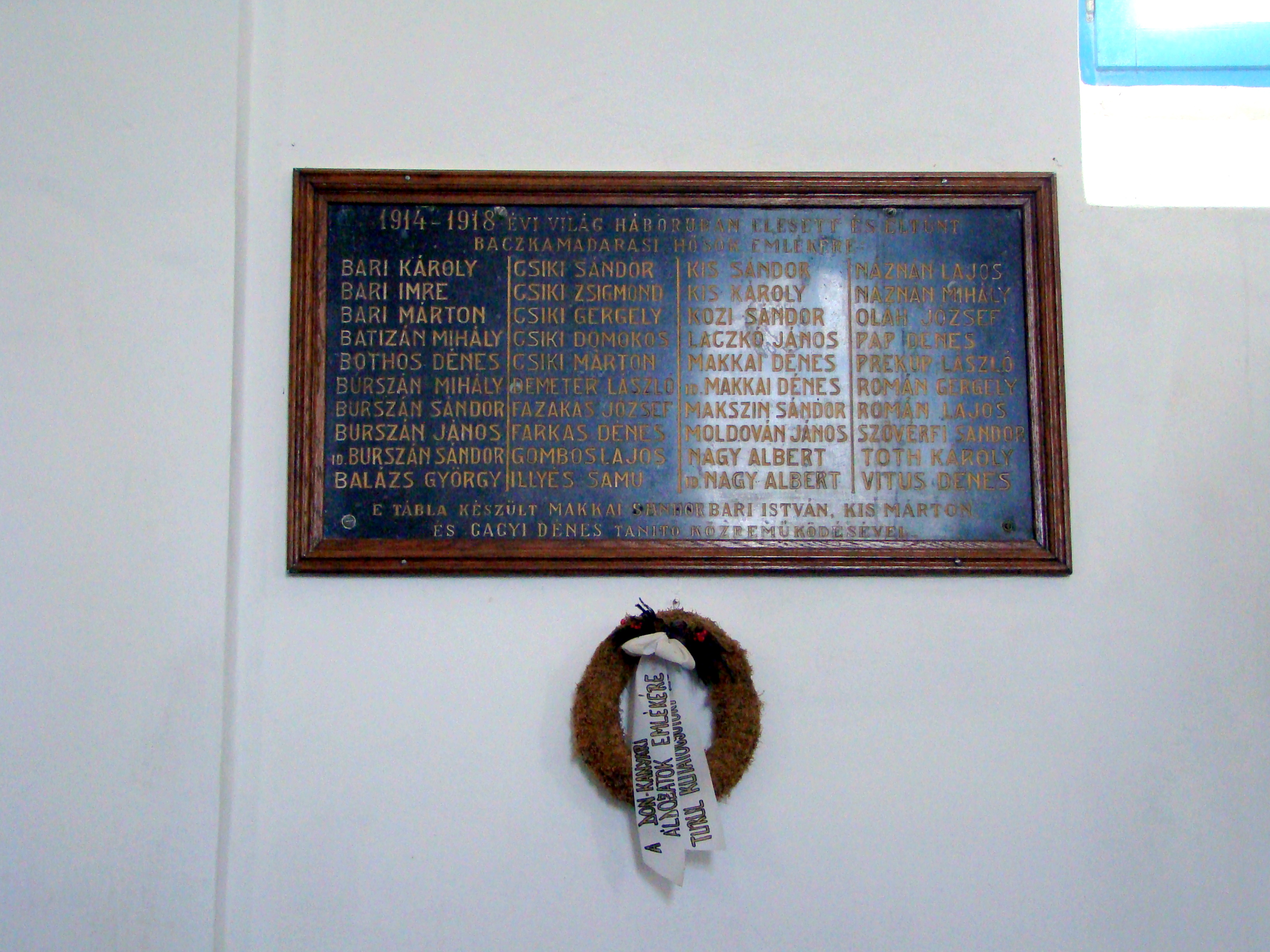
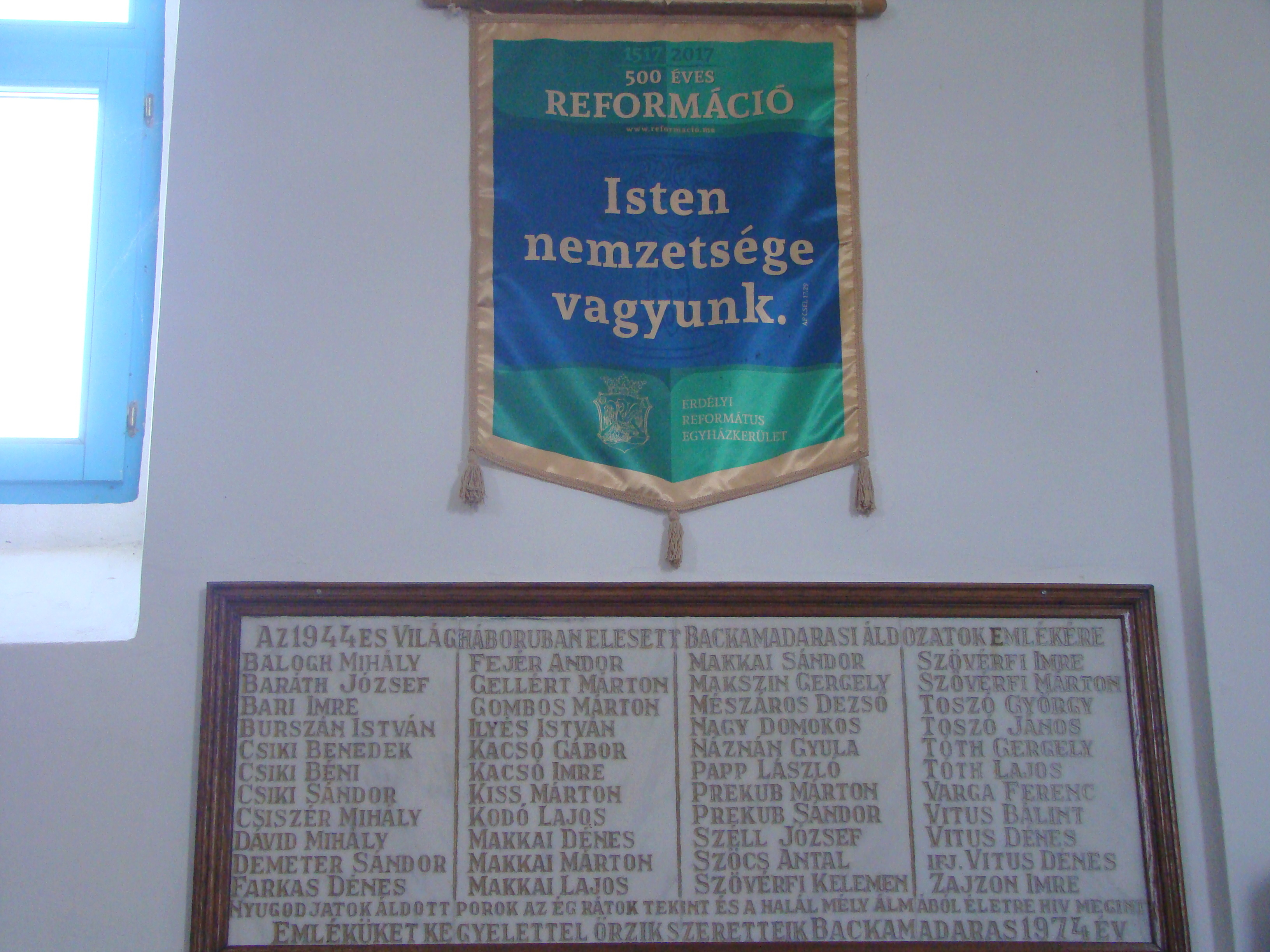
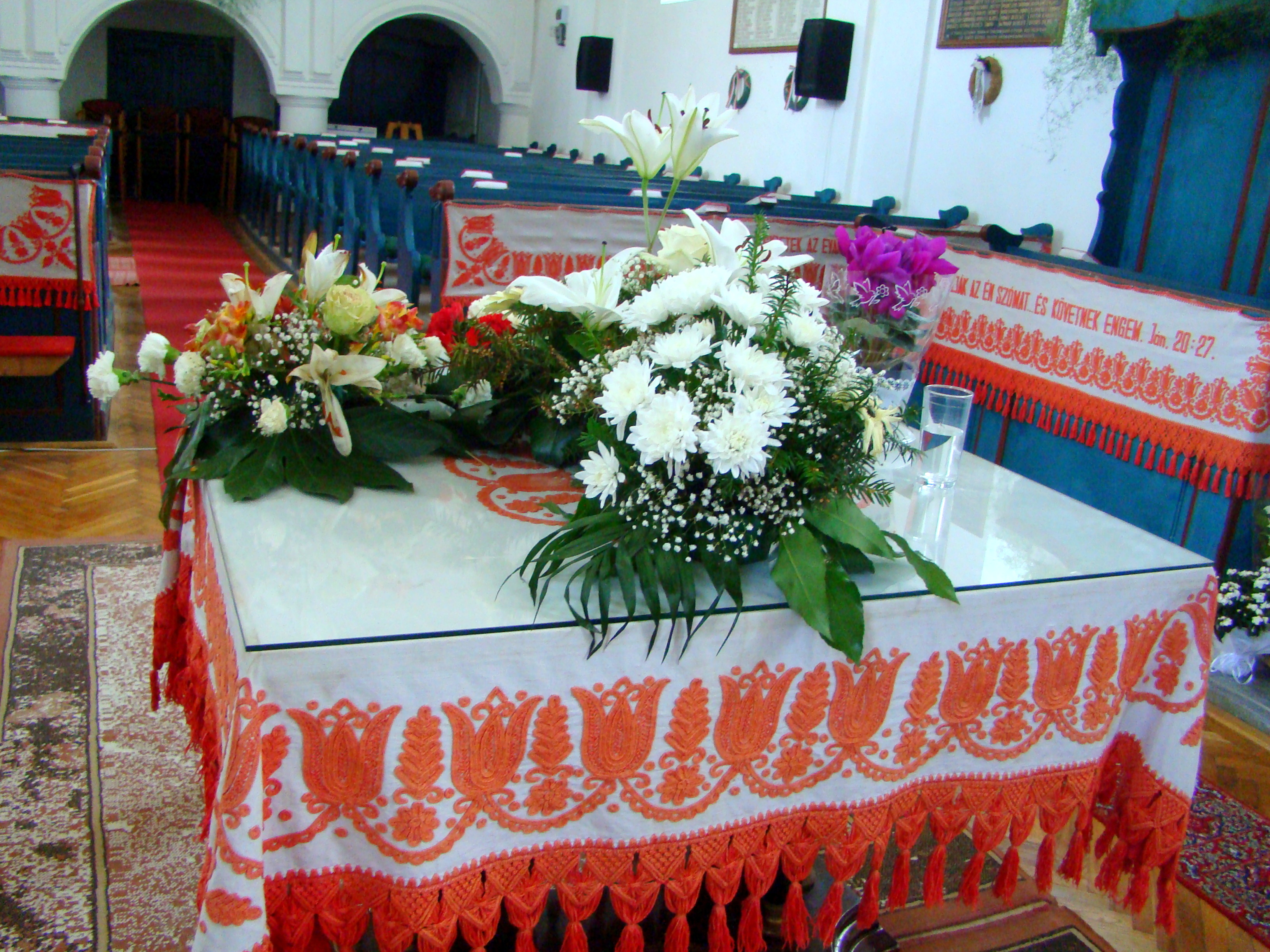
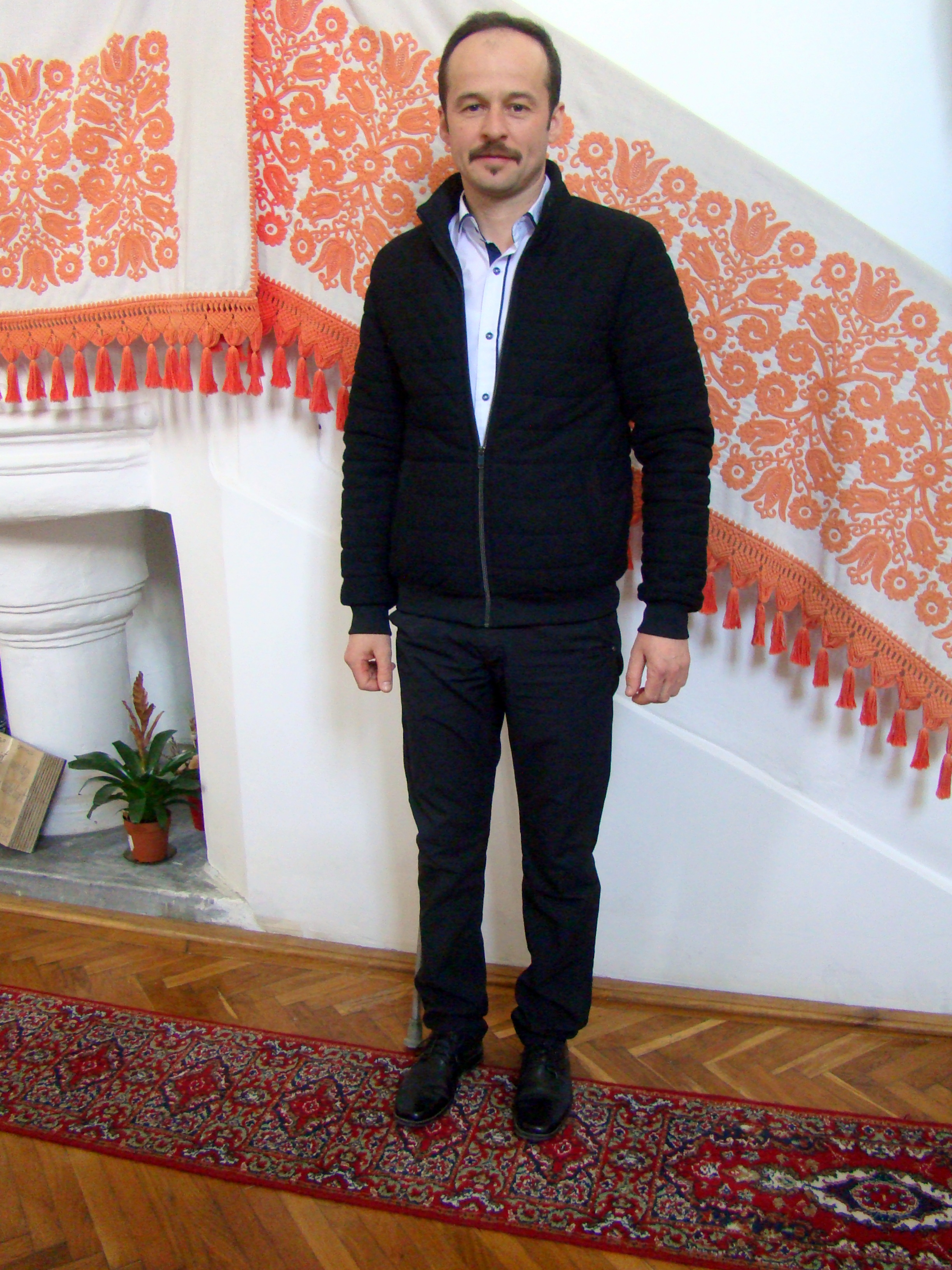
Pastorul reformat din Păsăreni: Levente Nagy-Vajda
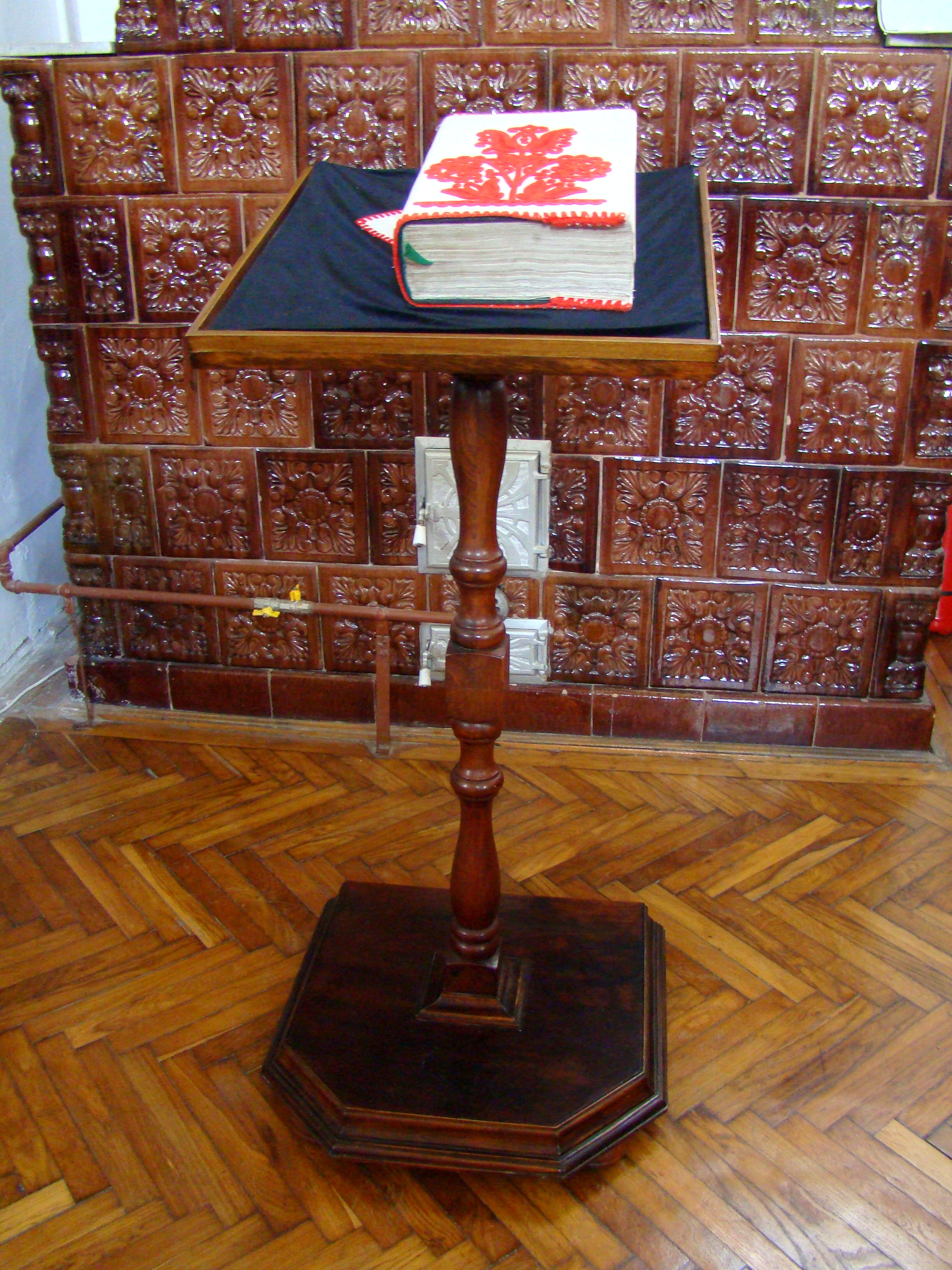
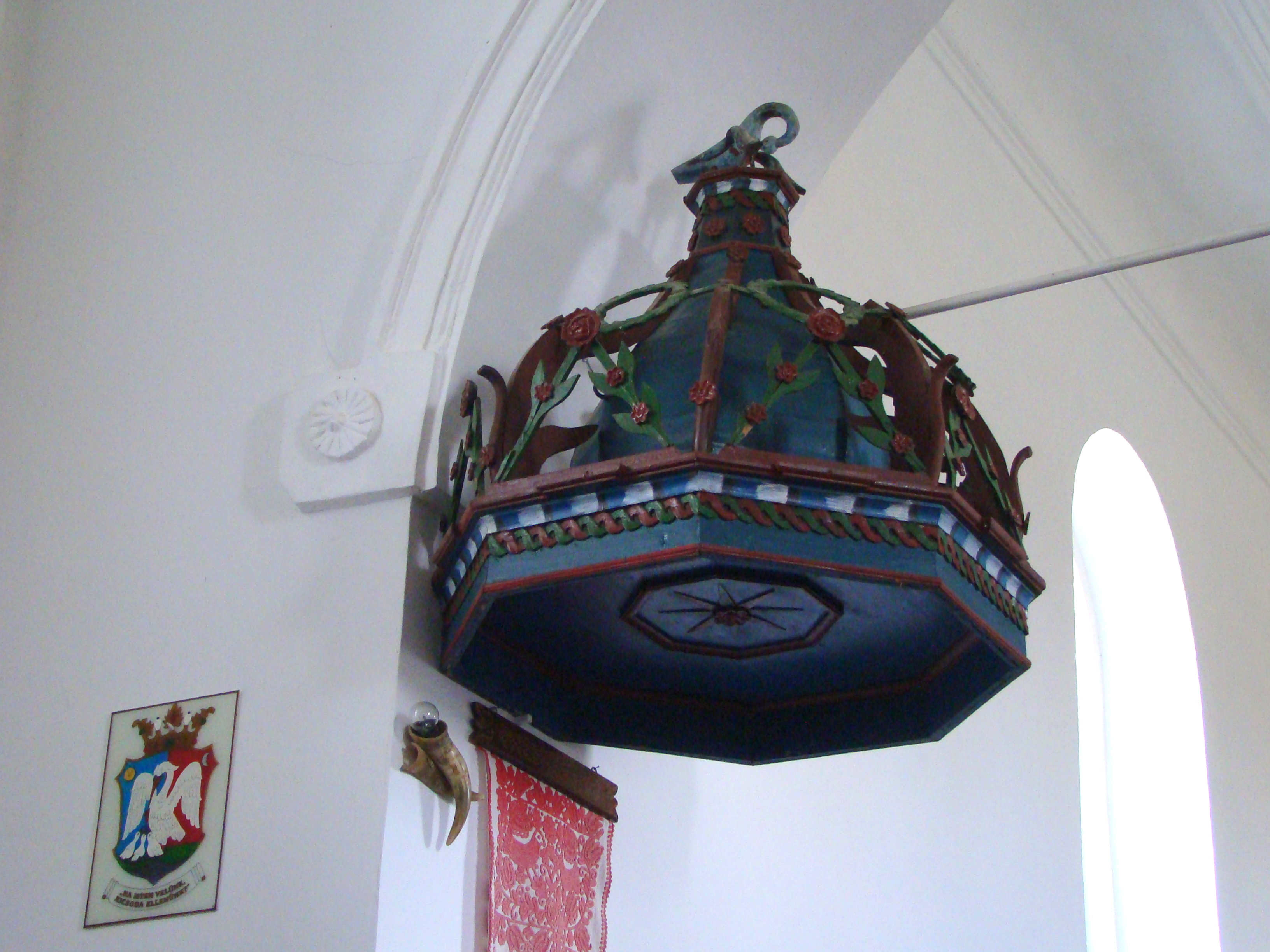
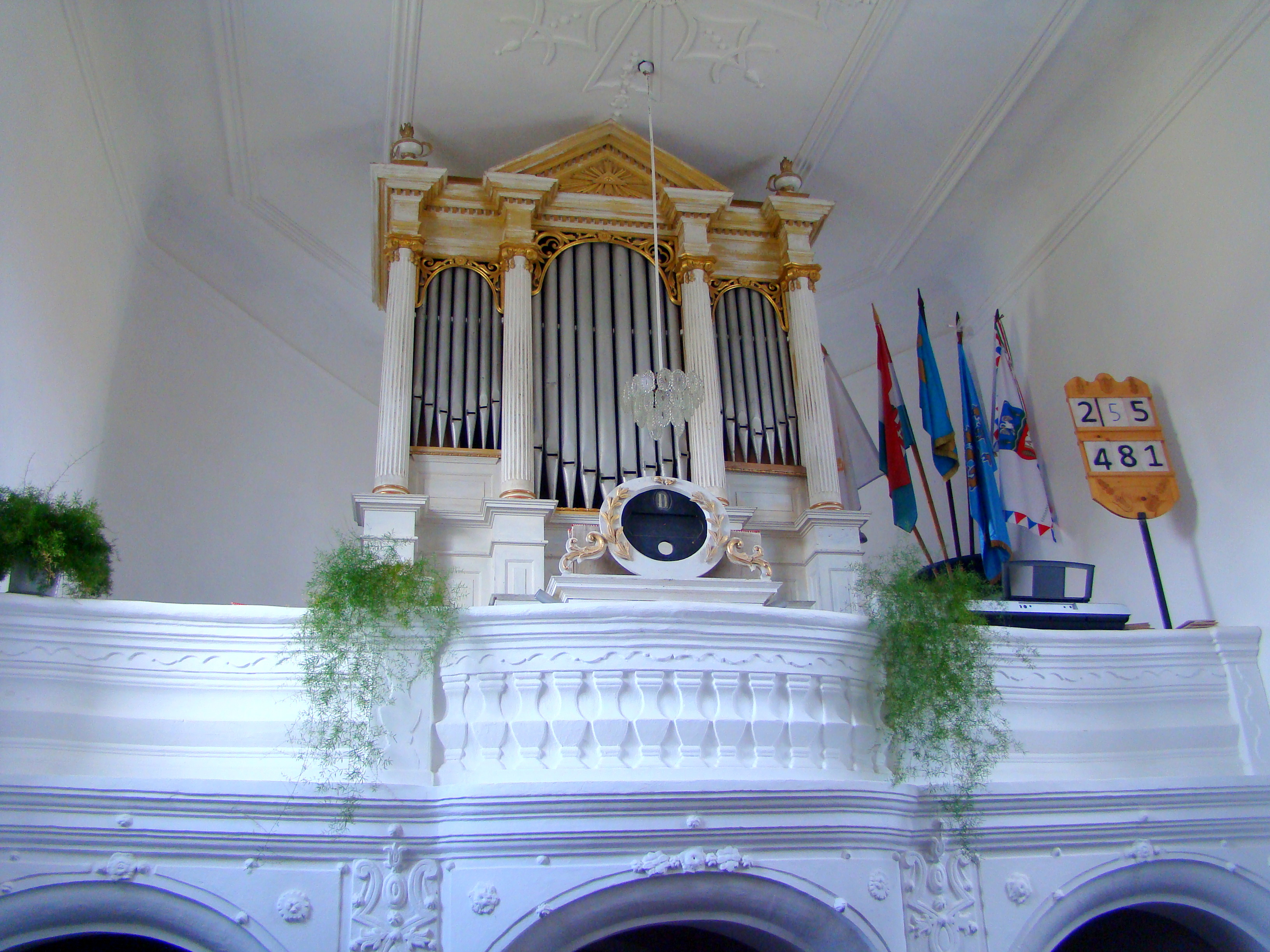
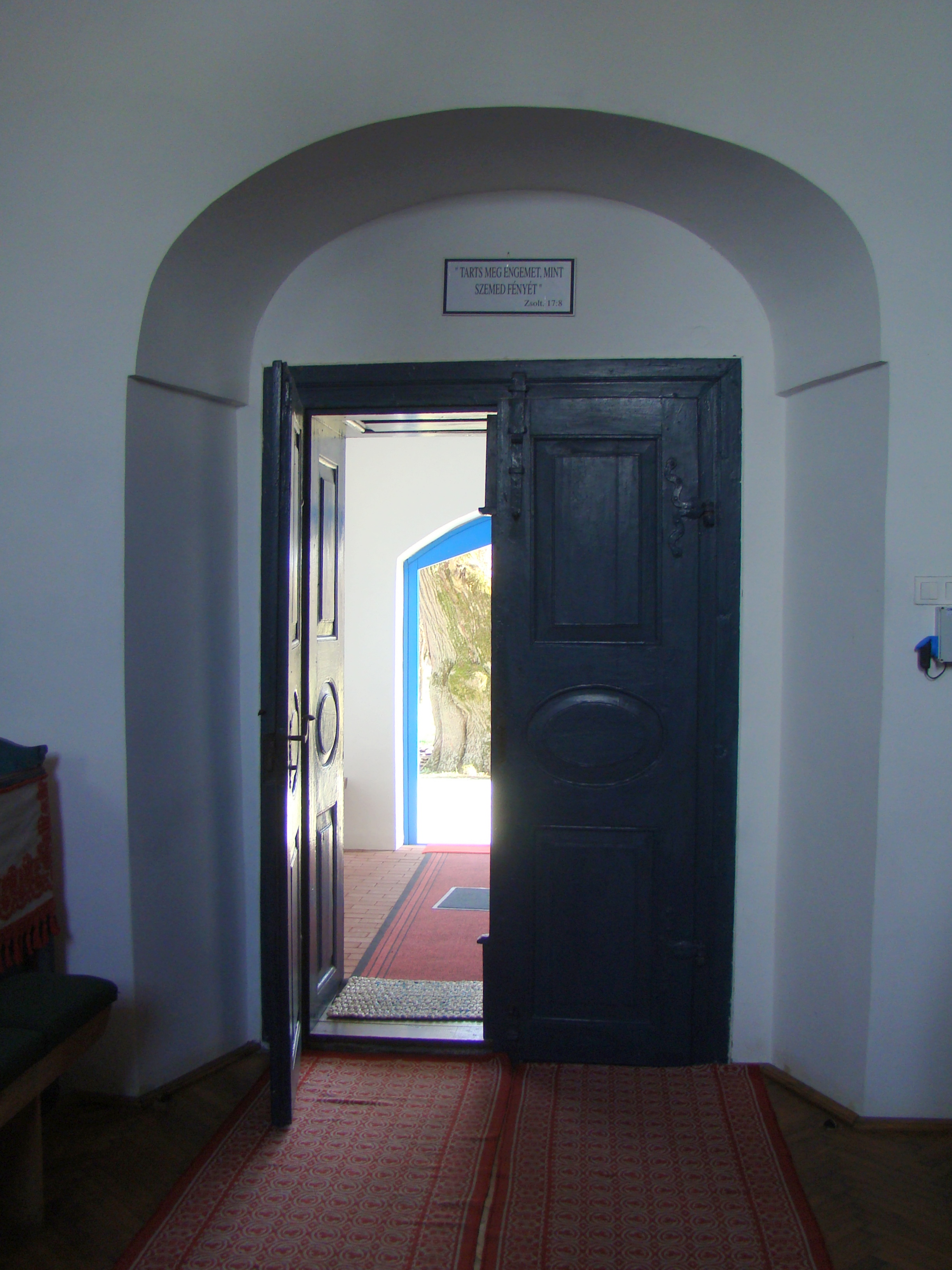